# Petra Kvitová
Petra Kvitová, est une joueuse de tennis tchèque, née le 8 mars 1990 à Bílovec (alors en Tchécoslovaquie).
Joueuse de fond de court, elle a pour meilleurs coups le service et le coup droit. Elle est entraînée durant 7 ans par David Kotyza.
Après un premier titre à Hobart en 2009, elle est révélée lors du tournoi de Wimbledon 2010 en atteignant les demi-finales, où elle s'incline face à Serena Williams.
En 2011, elle remporte six tournois, dont l'Open de Madrid (classé Premier Mandatory), le tournoi de Wimbledon et le Masters, atteignant la deuxième place mondiale en fin d'année.
En 2014, elle remporte une deuxième fois le tournoi de Wimbledon.
Agressée au couteau à son domicile par un cambrioleur, elle subit une opération à la main et sa carrière sportive est interrompue en 2017. Elle revient finalement dans le top 5 dès 2018, puis réussit pour la deuxième fois de sa carrière à atteindre le 2e rang mondial après avoir perdu la finale de l'Open d'Australie 2019.

## Biographie
Petra Kvitová naît le 8 mars 1990 à Bílovec, une petite ville située dans la région de Moravie-Silésie, dans l'Est de la Tchéquie. Elle est la fille de Jiří Kvita, professeur qui l'a initiée au tennis, et de Pavla Kvitová. Elle a deux frères, Jiří et Libor, respectivement ingénieur et professeur.
Elle a une grande admiration pour Martina Navrátilová, gauchère comme elle. Jusqu'à ses 16 ans, entraînée par son père, elle joue dans sa région natale au tennis-club de Fulnek. Elle rejoint ensuite le prestigieux club de tennis situé à Prostějov, où s'entraînaient déjà, entre autres, Tomáš Berdych et Lucie Šafářová.
Elle réside actuellement[Quand ?] à Fulnek dans le Nord de la Moravie.

## Style de jeu
Petra Kvitová est une attaquante de fond : s'appuyant sur son service (son service slicé lui permet souvent de s'ouvrir le court et de finir l'échange très vite), elle aime prendre l'ascendant rapidement dans l'échange pour réaliser le coup gagnant et mettre son adversaire sous pression. Toutefois, quand son adversaire parvient à faire durer les échanges, elle devient fébrile. En effet, son déplacement pas tout le temps soigné lui fait commettre des fautes. Son style de jeu agressif s'exprime très bien sur des surfaces rapides en particulier sur le gazon.

## Carrière tennistique

### 2006: débuts sur le circuit ITF
Petra Kvitová devient professionnelle en 2006 et remporte déjà deux titres sur le circuit ITF dans son pays, à Szeged et à Valašské Meziříčí. Ce sont ses premiers et uniques faits d'armes sur le circuit cette année-là.

### 2007-2008: débuts sur le circuit WTA
En 2007, Petra Kvitová remporte 4 titres ITF (ITF/Stuttgart 1, ITF/Prague Pruhonice, ITF/Prerov et ITF/Valašské Meziříčí) et perd une finale à Zlín. C'est aussi la première fois qu'elle participe au tableau principal d'un tournoi WTA à Stockholm, où elle perd au premier tour face à Marta Domachowska. Elle termine l'année 150e mondiale.
La saison 2008 marque la grande progression de Petra Kvitová, surtout en termes de classement. Elle participe pour la deuxième fois à un tableau principal à Paris, puis à nouveau à Memphis et Miami, et elle remporte son 7e titre ITF à Monzón, ce qui lui permet d'intégrer le top 100 pour la première fois le 14 avril 2008, passant du 123e au 98e rang mondial. Elle participe aussi pour la première fois à la Fed Cup lors d'une rencontre de play-off entre son pays et Israël ; elle remporte son premier match face à Shahar Peer et perd le suivant contre Tzipora Obziler mais son équipe s'impose finalement 3-2.
C'est également en 2008 qu'elle participe pour la première fois tableau principal d'un tournoi du Grand Chelem à Roland-Garros, où elle crée l'exploit en atteignant les huitièmes-de-finale, battue par l'Estonienne Kaia Kanepi après avoir éliminé successivement la Japonaise Akiko Morigami, l'Australienne Samantha Stosur et la Hongroise Ágnes Szávay, tête de série no 12. C'est ensuite à Budapest qu'elle atteint son premier quart de finale sur le circuit, en écartant notamment Sorana Cîrstea, tête de série no 8, avant de récidiver à Zurich à la fin de l'année, où elle élimine Patty Schnyder, tête de série no 6. Cela lui permet d'intégrer le top 50 ; Petra Kvitová termine l'année tout juste 50e.

### 2009: premier titre WTA
Dès janvier, Petra Kvitová passe un autre cap en remportant son tout premier titre WTA à Hobart, s'imposant en finale face à sa compatriote Iveta Benešová en deux sets, après avoir notamment éliminé Alona Bondarenko, tête de série no 7. En revanche, elle perd dès le premier tour de l'Open d'Australie contre Victoria Azarenka. Elle défend les couleurs de son pays en Fed Cup face à l'Espagne en remportant ses deux matchs face à Carla Suárez Navarro et Nuria Llagostera. Elle ne fait ensuite rien de conséquent jusqu'à Miami, où elle est battue par Sabine Lisicki dès le premier tour.
Elle ne peut participer à Roland-Garros à cause d'une blessure à la cheville gauche mais c'est à l'US Open cette année-là qu'elle produit son premier coup d'éclat : après avoir écarté Alisa Kleybanova (tête de série no 27 puis Tathiana Garbin, elle dispose pour la première fois de sa carrière d'une joueuse du top 10, en l'occurrence la no 1 mondiale en exercice, Dinara Safina, en trois sets (6-4, 2-6, 7-65), dans un match de 2 heures et 34 minutes. Ce match lui permet d'atteindre pour la deuxième de sa carrière le  4e tour en Grand Chelem, s'inclinant à nouveau à ce stade face à Yanina Wickmayer.
Elle atteint ensuite la finale du tournoi de Linz, éliminant entre autres Agnieszka Radwańska, no 10 mondiale à l'époque, mais perdant à nouveau face à Yanina Wickmayer. Les résultats de son année 2009 lui permettent de se maintenir dans le top 50.

### 2010: demi-finale à Wimbledon mais année compliquée
L'année 2010 commence plutôt sur une mauvaise note puisqu'elle perd son titre à Hobart, n'arrivant même pas à se qualifier pour le tableau principal. Elle se hisse en demi-finale du tournoi de Memphis face à Maria Sharapova qui la bat en deux sets, puis elle connait ensuite une période décevante avec des résultats peu convaincants, se faisant éliminer souvent au 1er ou au 2e tour.
C'est sur le gazon londonien à Wimbledon qu'elle se fait à nouveau remarquer en atteignant la demi-finale, écartant trois têtes de série : la no 23 Zheng Jie au deuxième tour, la no 14 Victoria Azarenka (7-5, 6-0, après avoir été complètement dominée au premier set) et la no 3 Caroline Wozniacki, à qui elle inflige une véritable correction (6-2, 6-0) en 46 minutes,,  précisément, terminant le match avec 23 coups gagnants. Elle écarte ensuite Kaia Kanepi dans un véritable come-back lors des quarts-de-finale, s'imposant après avoir été menée 5-2 dans le troisième set et en sauvant au total 5 balles de match. Elle s'incline finalement face à la future lauréate, Serena Williams, en deux sets.
Petra Kvitová n'arrive pas à confirmer durant le reste de la saison, perdant de maintes fois aux premiers tours dans les tournois auxquels elle participe. Elle atteint néanmoins le 3e tour à l'US Open, où elle est pour la première fois tête de série (no 27), s'inclinant contre Kim Clijsters. Elle passe aussi deux tours à Beijing et elle termine l'année en tant que 34e mondiale. Kvitová est récompensée en fin de saison par le trophée de la révélation de l'année aux WTA Awards.

### 2011: titre à Wimbledon, place deno2mondiale
Petra Kvitová atteint la finale de Brisbane en disposant de l'Allemande Andrea Petkovic en deux sets (6-1, 6-3). C'est le deuxième titre de sa carrière après celui d'Hobart en 2010.
Elle confirme ce résultat à l'Open d'Australie en atteignant les quarts de finale pour la deuxième fois de sa carrière en disposant de Samantha Stosur au troisième tour (7-65, 6-3 alors 6e mondiale) pour affronter Flavia Pennetta, qu'elle bat en trois sets (3-6, 6-3, 6-3) en ayant très mal commencée la rencontre. C'est Vera Zvonareva, alors no 2 mondiale, qui met fin à son parcours au terme d'un match décousu, (2-6, 4-6).

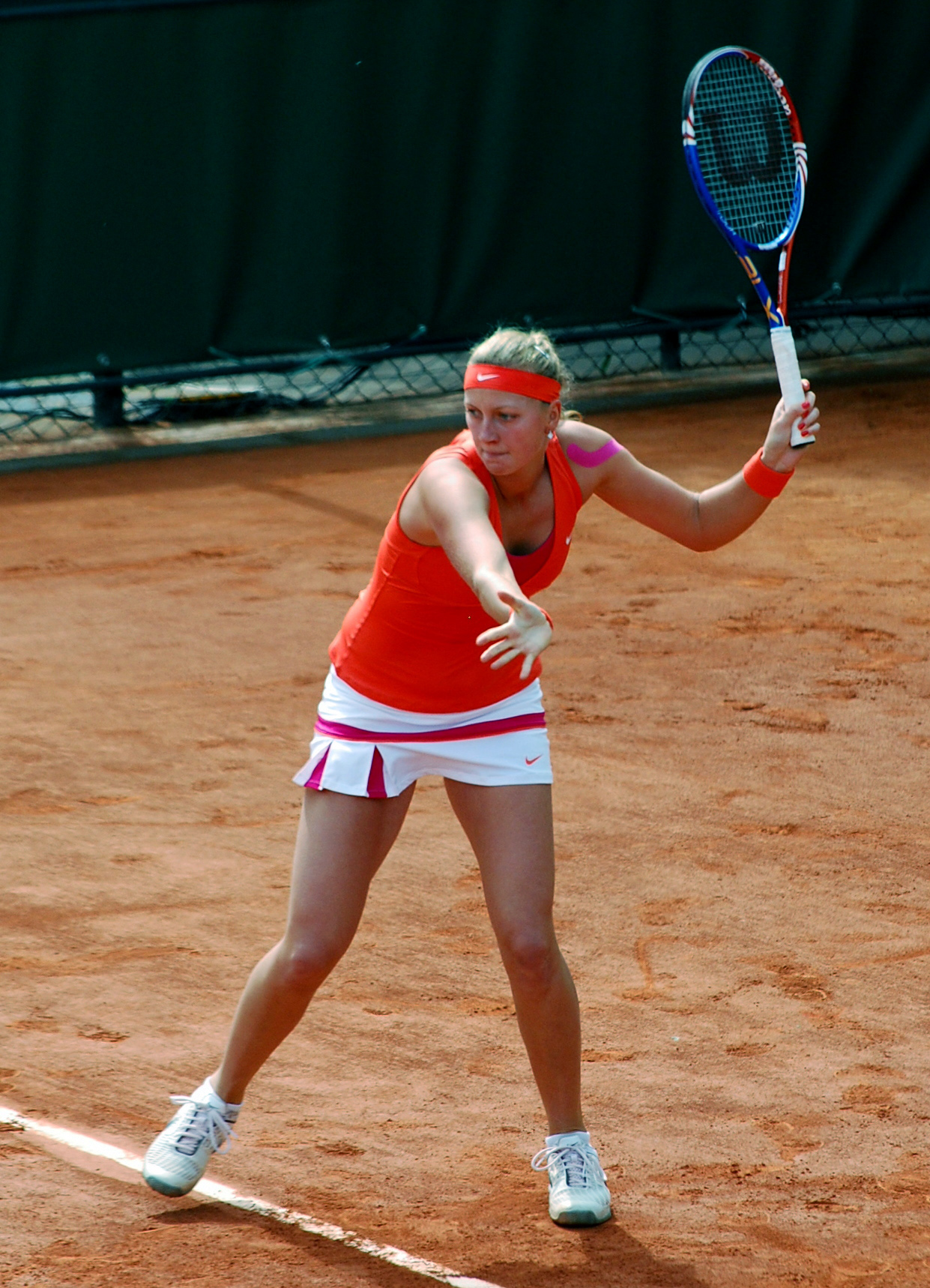
Petra Kvitová à Roland-Garros en 2011.

Elle défend ensuite les couleurs de son pays en Fed Cup face à l'Estonie en remportant ses deux matchs puis s'illustre une fois encore à l'Open GDF Suez en venant à bout de la toute fraîchement couronné no 1 mondiale, Kim Clijsters en 1 heure de jeu et deux sets (6-4, 6-3) dans un match qu'elle a dominé de bout en bout. Fatiguée après tant d'efforts, Petra Kvitová n'arrive pas à enchaîner et perd d'entrée à Dubai. Elle dit : « Je pense que rien n'allait pour moi aujourd'hui. Je ne pouvais pas trop bien servir à cause des petits soucis au ventre. Oui, j'étais lente et fatiguée donc c'était assez compliqué de jouer ».
Elle ne fait rien de conséquent sur la tournée américaine, est appelée une fois encore en Fed Cup face à la Belgique où elle remporte ses deux matchs et il faut attendre Madrid pour la voir reprendre des couleurs et remporter son premier tournoi Mandatory,, face à Victoria Azarenka (7-63, 6-4) alors 5e mondiale. Elle avait auparavant battu la no 3 mondiale Vera Zvonareva (6-1, 6-4) et Li Na 6e mondiale (6-3, 6-1), future lauréate de Roland-Garros. Cette victoire si importante dans sa progression lui permet d'entrer dans le top 10 pour la toute première fois de sa carrière le 9 mai 2011.
Petra Kvitová décide après sa victoire de jouer un tournoi ITF à Prague en reconnaissance de ce que certaines personnes lui avaient apporté lorsqu'elle n'était qu'une junior. Elle arrive en finale tout en étant blessée à la hanche ce qui la met en sérieuse difficulté pour les Internationaux de France. Elle récupère néanmoins à temps mais perd au 4e tour face à Li Na (6-2, 1-6, 3-6), qui remporte le tournoi plus tard. C'est sur le gazon que la carrière de Petra Kvitová va prendre un tournant drastique.
Elle atteint la finale d'Eastbourne face à la Française Marion Bartoli, finale qu'elle perd (en trois manches serrées) dans des conditions de jeu exécrables (à cause de la pluie, les demi-finales et finale ont été jouées le même jour).

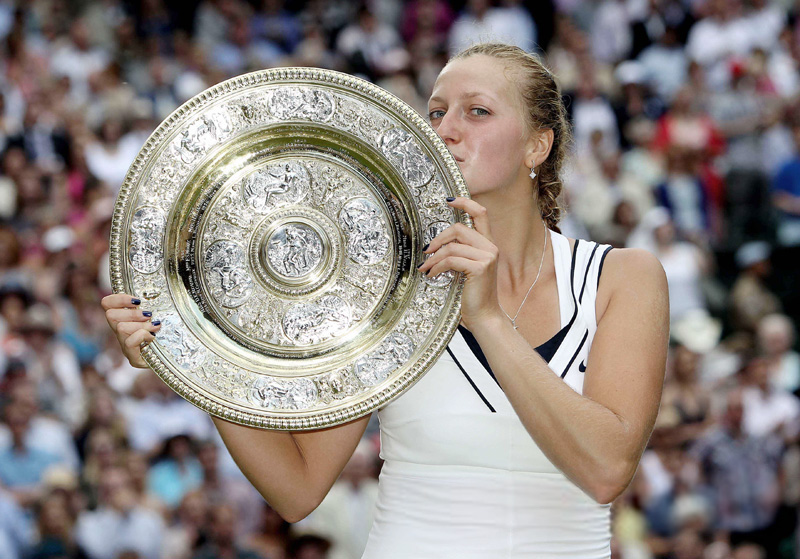
Petra Kvitová avec son trophée à Wimbledon en 2011.

Cela ne l'empêche pas de remporter le tournoi de Wimbledon à sa première finale de Grand Chelem 13 ans après Jana Novotná, la dernière joueuse Tchèque à avoir gagné un titre majeur et à avoir soulevé le Venus Rosewater Dish. Cette victoire fait d'elle « le visage de la nouvelle génération » selon les dires d'Amélie Mauresmo. Kvitová bat sur sa route Yanina Wickmayer (6-0, 6-2) en huitième, puis Tsvetana Pironkova (6-3, 65-7, 6-2) la demi-finaliste de l'an dernier lors des quarts de finale, et enfin la 5e mondiale, Victoria Azarenka en demi-finale (6-1, 3-6, 6-2). Elle accède pour la première fois à une finale de Grand Chelem et devient la première gauchère à réaliser cela depuis Monica Seles en 1998 et la première depuis 17 ans à Wimbledon (Martina Navrátilová en 1994). En finale, elle défait la 6e mondiale, Maria Sharapova en deux sets (6-3, 6-4) facilement sans subir la pression,. Elle succède ainsi aux sœurs Williams, qui avaient remporté à elles deux les quatre dernières éditions du tournoi (2007, 2008 pour Venus et 2009, 2010 pour Serena). Petra Kvitová atteint le 7e rang mondial.
Victime d'une blessure abdominale après son sacre à Wimbledon, Kvitová s'incline par deux fois devant Andrea Petkovic au 3e tour du tournoi de Toronto (1-6, 2-6) puis de Cincinnati où elle souffrait d'asthme dû au climat très humide de l'US Open Series. Elle s'incline ensuite dès le premier tour de l'US Open face à Alexandra Dulgheru en 1 heure 38 minutes et 52 fautes directes. Elle devient aussi par ailleurs la première lauréate de Wimbledon dans l'ère Open à perdre dès le premier tour à Flushing Meadows.
Déjà qualifiée pour les Masters de fin d'année, mais en manque de confiance depuis son titre à Wimbledon avec plusieurs échecs notoires sur la tournée asiatique par exemple à Beijing en perdant contre Sofia Arvidsson. Petra Kvitová remporte le tournoi de Linz en Autriche face à la Slovaque Dominika Cibulková en 2 sets. C'est son 5e titre de la saison relançant ainsi sa forme et sa confiance pour la dernière ligne droite.
Petra Kvitová est tête de série no 3 au Masters d'Istanbul. Elle se hisse en demi-finale avec le statut de favorite en battant Vera Zvonareva, Agnieszka Radwańska et Caroline Wozniacki sans perte de manche. Invaincue en poule, elle confirme sa bonne série en se déjouant de la no 7 mondiale Samantha Stosur en trois sets (5-7, 6-3, 6-3) pour atteindre sa 7e finale de la saison face à la Biélorusse Victoria Azarenka no 4 mondiale. Dans un match disputé de 2 h 18, elle finit par s'imposer, (7-5, 4-6, 6-3) pour remporter son second titre majeur de la saison et lui attribuant ainsi le tout nouveau rang de no 2 mondiale. Elle devient aussi la 3e joueuse de l'histoire à remporter les Masters dès sa première participation après Serena Williams en 2001 et Maria Sharapova en 2004.
Fer de lance de l'équipe tchèque de Fed Cup, composée de Lucie Šafářová, Lucie Hradecká et de Květa Peschke, Petra Kvitová remporte ses deux matchs de simples face à Maria Kirilenko (6-2, 6-2) puis Svetlana Kuznetsova (4-6, 6-2, 6-3) portant son invincibilité en salle à 17. La paire de double Hradecká/Peschke permet à la Tchéquie de remporter la Fed Cup pour la deuxième fois de son histoire[réf. souhaitée].
Elle finit la saison 2011 invaincue dans les tournois indoors avec un bilan de 17 victoires, remporte son 6e titre de la saison à égalité avec Caroline Wozniacki et s'installe comme prétendante au trône de no 1 mondiale pour la saison 2012.
Le 15 novembre 2011, elle est désignée joueuse WTA de l'année par un jury de journalistes ainsi que « joueuse qui a le plus progressé ».
Elle termine son exceptionnelle saison avec 60 victoires pour 13 défaites (82.2 %), 6 titres dont un Grand-Chelem, 13 victoires pour 5 défaites face aux joueuses du top 10, $5 145 943 de Prize money pour la saison 2011, et elle termine la saison no 2 mondiale pour la première fois de sa carrière.

### 2012: double demi-finaliste en Grand Chelem;2eFed Cup
Petra Kvitová commence sa saison par la Coupe Hopman. Elle y représente la Tchéquie avec son compatriote Tomáš Berdych. Cette participation à l'épreuve mixte australienne est une totale réussite : ils empochent le titre, invaincus en simple, face à la paire française Marion Bartoli-Richard Gasquet.

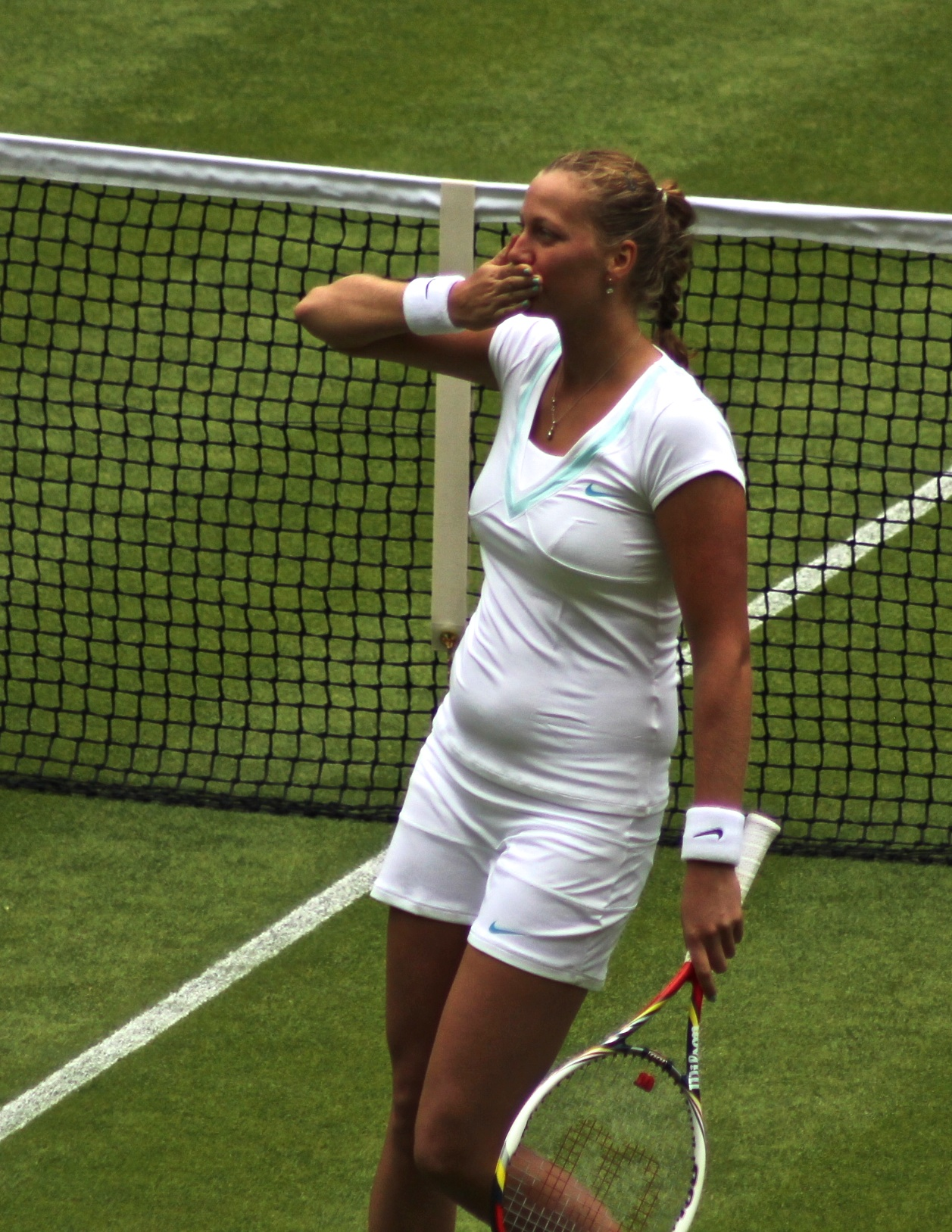
Petra Kvitová à Wimbledon en 2012.

La Tchèque dispute son premier tournoi officiel de l'année à Sydney, en tant que tête de série no 2. Au 1er tour, elle bat en 3 sets la Roumaine Alexandra Dulgheru, puis ne laisse que quatre jeux à la Slovaque Daniela Hantuchová. Alors en lice pour la place de no 1 mondiale à la suite de l'élimination de Caroline Wozniacki, Petra Kvitová rate le coche et perd en demi-finale face à la tenante du titre, Li Na (no 5), après avoir mené pendant la moitié du match, 1-6, 7-5, 6-2.
Petra Kvitová se rend à Melbourne pour disputer l'Open d'Australie, dont elle est l'une des grandes favorites. Elle déroule complètement face à Vera Dushevina au premier tour (6-2, 6-0), puis éprouve plus de difficultés face à la talentueuse Espagnole Carla Suárez Navarro (6-2, 2-6, 6-4), avant de rallier la deuxième semaine du tournoi en battant, sur abandon, Maria Kirilenko (no 27), 6-0, 1-0 ab. Elle retrouve l'ancienne no 1 mondiale serbe Ana Ivanović, et sort vainqueur sans trop de difficultés (6-2, 7-6). En quarts de finale, elle affronte une joueuse surprise, l'Italienne Sara Errani, contre qui elle a plus de mal que prévu, commettant un grand nombre de fautes directes. La Tchèque s'en sort finalement en deux sets (6-4, 6-4). Grâce à l'élimination de Caroline Wozniacki en quarts de finale par la tenante du titre Kim Clijsters, Petra est la no 1 mondiale virtuelle. Toutefois, Maria Sharapova met fin à son beau parcours en demi-finale, la battant In extremis, 6-2, 3-6, 6-4, empêchant ce rêve de devenir réalité (en cas de victoire, Petra Kvitová s'assurait la première place). La Russe prend également une revanche sur la finale de Wimbledon, 6 mois plus tôt.
La Tchèque laisse sa grande rivale Victoria Azarenka devenir la nouvelle patronne du circuit.
Petra connaît une tournée californienne difficile à cause des blessures qui la gênent. Sur terre battue, les résultats reviennent mais elle ne parvient toujours pas à se hisser en finale notamment à Stuttgart, battue par Sharapova en demi-finale 6-4, 6-4. Elle ne parvient pas à conserver son titre à Madrid. À Roland Garros, Petra arrive en demi-finale en buttant sur la Russe Sharapova, favorite du tournoi 6-3, 6-3.
La saison sur gazon ne débute pas idéalement avec une défaite au premier tour d'Eastbourne. À Wimbledon, elle sera stoppée par une grande Serena 6-3, 7-5 laissant filer une balle de set à 5-4 dans le deuxième set.
Marquée physiquement, Kvitová se fait sortir en quart de finale aux JO de Londres à Wimbledon par Kirlenko et échoue au pied du podium. Mais à Montréal, elle rectifie le tir en remportant le premier titre de la saison en venant à bout de la chinoise Na Li 7-5, 2-6, 6-3. Elle a réalisé une très belle semaine canadienne en balayant Marion Bartoli de son passage 6-1, 6-1. La tête de série no 5 continue en dominant aisément Tamira Paszek 6-3, 6-2 et la tête de série no 7 Caroline Wozniacki en trois sets 3-6, 6-2, 6-3.
Elle enchaîne avec le tournoi de Cincinnati avec trois victoires consécutives sur Barthel, Peng et Pavlyuchenkova. Elle atteint la demi-finale mais s'incline contre Angelique Kerber 1-6, 6-2, 4-6. Elle remporte le 9e titre de sa carrière à New Heaven face à Maria Kirilenko au terme de deux sets très accrochés (7-6, 7-5).
À l'US Open, elle atteint les 1/8 de finale en battant successivement Polona Hercog, les Françaises Alizé Cornet et Pauline Parmentier. Face à Marion Bartoli pour une place en quarts, elle remporte le 1er set très facilement 6-1, avant de subir une véritable correction dans les deux derniers sets, qu'elle perd 6-2 et 6-0.

### 2013: déception en Grand Chelem
Kvitová commence la saison à la 8e place mondiale (6 places de moins qu'en 2012). Elle commence sa saison par le tournoi de Brisbane. Tête de série numéro 6, elle élimine assez facilement l'Espagnole Carla Suárez Navarro 6-3, 6-4 mais chute ensuite contre la future finaliste du tournoi Anastasia Pavlyuchenkova en 2 sets serrés 6-4, 7-5.
À Sydney, la Tchèque perd ensuite d'entrée, lourdement contre une autre future finaliste, la Slovaque Dominika Cibulková 6-1, 6-1. Petra arrive au premier Grand Chelem de la saison, l'Open d'Australie, en manque de confiance. Elle est opposée au premier tour à l'Italienne Francesca Schiavone qu'elle élimine en 3 sets (6-4, 2-6, 6-2) mais chute de peu au tour suivant contre la jeune Britannique Laura Robson 2-6, 6-3, 11-9 après être pourtant passée plusieurs fois à deux points de la victoire dans le dernier set.
Pour retrouver des sensations, Kvitová décide d'aller jouer à l'Open Gaz de France, bénéficiant d'une wild-card. Étant exemptée de premier tour, elle passe non sans difficultés son second match contre Stefanie Vögele 7-6, 6-3. Elle est éliminée en quarts de finale par une excellente Kristina Mladenovic 6-3, 6-4.
La Tchèque retrouve des couleurs à l'Open de Doha en tant que tête de série no 7. Au premier tour, elle bénéficie de l'abandon de la Russe Ekaterina Makarova après avoir gagné le premier set 6-4. Elle réussit à gagner un match pourtant mal embarqué contre une autre Russe, Nadia Petrova 4-6, 6-4, 6-3. C'est en quarts de finale du tournoi que Petra Kvitova est très proche de créer l'exploit, menant 6-3, 3-6, 4-1 contre Serena Williams. L'Américaine finit par s'imposer 7-5 au troisième set, ce qui lui permet de redevenir no 1 mondiale aux dépens de Victoria Azarenka.
En quarts de finale de Fed Cup, contre les Australiennes, elle gagne ses deux simples contre Jarmila Gajdošová 7-6, 6-3 puis contre Samantha Stosur 2-6, 7-6, 6-4, contribuant à qualifier les Tchèques pour les demi-finales.
À l'Open de Dubaï, Petra joue un tennis très convaincant et remporte le 10e titre de sa carrière, profitant des retraits tardifs de Serena Williams et de Victoria Azarenka. Pendant ce tournoi, elle élimine notamment l'ex-numéro un mondiale Ana Ivanović 7-5, 7-6 au 2e tour, la tenante du titre Agnieszka Radwańska 6-2, 6-4 en quarts de finale puis une autre ancienne no 1 mondiale, Caroline Wozniacki en demi-finales, 6-3, 6-4. Elle bat en finale Sara Errani lors d'une finale décousue (6-2, 1-6, 6-1).
À l'Open D'Indian Wells, elle atteint les quarts de finale, battue par la Russe Maria Kirilenko 4-6, 6-4, 6-3.
Le reste de sa saison est plus irrégulier, elle se fait éliminer de manière précoce en Grand Chelem (défaite au 3e tour à Roland-Garros et à l'US Open). Elle atteint néanmoins les quarts de finale de Wimbledon, battue en trois sets par la Belge Kirsten Flipkens. À la fin de l'été, elle atteint la finale du Tournoi de New Haven, battue 6-2, 6-2 par la Roumaine Simona Halep.
La fin de saison de Kvitová est beaucoup plus convaincante : elle s'impose en finale à Tokyo face à Angelique Kerber et remporte son 11e titre. Elle enchaîne par une demi-finale à Pékin, battue par Jelena Janković.
Elle se qualifie pour les Masters de tennis de fin d'année, et y atteint les demi-finales.

### 2014: deuxième sacre à Wimbledon et3eFed Cup

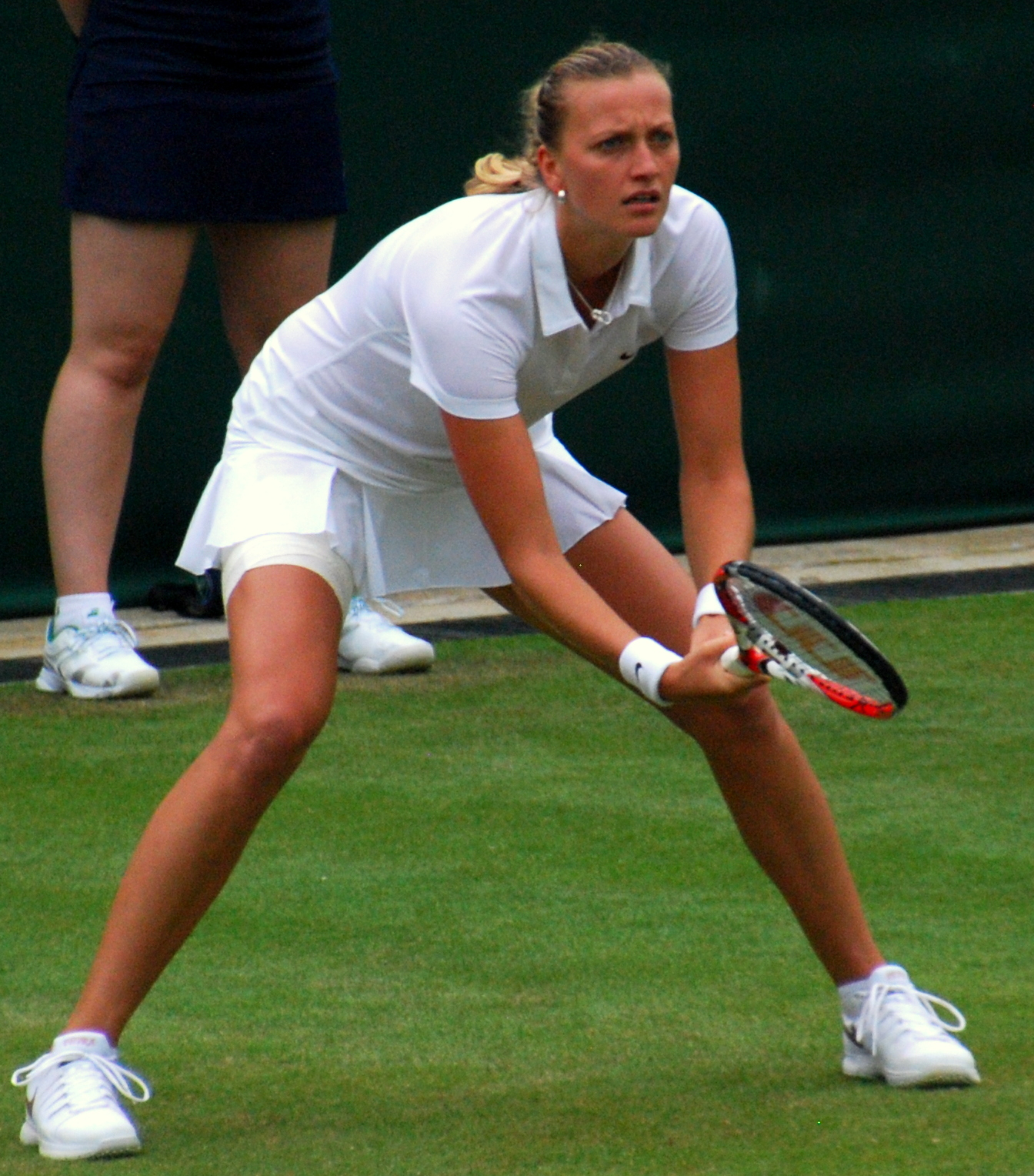
Petra Kvitová à Wimbledon en 2014.

Petra entame le tournoi de Wimbledon en tant que tête de série no 6. Elle remporte ses deux premiers matchs très facilement, respectivement contre sa compatriote Andrea Hlaváčková (6-3, 6-0) et la jeune Allemande Mona Barthel (6-2, 6-0). Elle joue ensuite un match accroché contre l'ancienne no 1 mondiale, Venus Williams, remporté sur le score très serré de (5-7, 7-62, 7-5). Elle se qualifie ensuite pour les demi-finales en éliminant la Chinoise Shuai Peng (6-3, 6-2), puis la Tchèque Barbora Strýcová (6-1, 7-5). Elle y élimine une troisième joueuse Tchèque, Lucie Šafářová (7-66, 6-1) pour s'offrir sa deuxième finale à Londres, après avoir été sacrée en 2011,. Elle est opposée à la jeune star, la Canadienne Eugenie Bouchard, auteur d'un grand tournoi (Elle arrive en finale sans avoir perdu un set). Kvitova affiche un niveau de jeu stratosphérique tout au long de la rencontre, qu'elle remporte logiquement sur le score très sévère de (6-3, 6-0), en à peine une heure.
Elle rejoint ainsi Martina Navrátilová, Steffi Graf, Venus et Serena Williams dans le club très fermé des multiples vainqueurs de Wimbledon,.
Après un début de tournée américaine plutôt décevant, où elle s'est inclinée prématurément à l'Open du Canada et à Cincinnati. Elle remporte le tournoi de New Haven contre Magdaléna Rybáriková (6-4, 6-2) et sans avoir perdu le moindre set. À l'US Open, une défaite prématurée au troisième tour contre Aleksandra Krunić entache ses bonnes sensations.
La tournée asiatique par contre est une réussite. Avec une victoire à l'Open de Wuhan contre Eugenie Bouchard (6-3, 6-4). À l'Open de Chine, elle atteint la finale où elle est battue par Maria Sharapova (6-4, 2-6, 6-3).
Elle finit sa saison avec la finale de Fed Cup contre l'Allemagne où elle gagne ses deux simple contre Andrea Petkovic et Angelique Kerber signant sa dernière victoire sur une top 10 de la saison. Elles gagnent 3-1 et signe leurs troisième succès en Fed Cup.
Elle termine l'année à la 4e place mondiale et signant son retour dans le top 5.

### 2015: classement régulier et mononucléose
Petra Kvitova lance sa saison en Chine, à Shenzhen, où tête de série no 2, elle se fait sortir en demi-finale par Timea Bacsinszky (6-4, 6-4), alors 47e mondiale. Elle peaufine sa préparation pour l'Open d'Australie en s'engageant dans le tournoi de Sydney. Dans un tableau qui voit s'effondrer une à une les têtes de série, la Tchèque fait son chemin jusqu'en finale où elle y bat non sans mal sa compatriote Karolína Plíšková (7-65, 7-66), gagnant son 15e titre en vingt finales jouées.
Elle aborde l'Open d'Australie en qualité de 4e mondiale mais est vaincue dès le 3e tour par Madison Keys (no 35 mondiale) sur le score de 6-4, 7-5. Elle n'a plus été au-delà d'un troisième tour à Melbourne depuis sa demi-finale en 2012.
À Dubaï comme à Doha, elle est prématurément éliminée coup sur coup par Carla Suárez Navarro. Fatiguée, Petra décide de ne pas participer à la tournée américaine et déclare donc forfait pour les prestigieux tournois d'Indian Wells et de Miami.
En Fedcup, elle contribue à la victoire de la Tchéquie contre la France en remportant ses deux matches en simple.
Elle revient en forme pour la saison sur terre battue pour l'Open de Madrid. Elle bat la qualifiée Olga Govortsova en trois sets, l'Américaine Coco Vandeweghe également, la Russe Anastasia Pavlyuchenkova (6-1, 6-4) et enfin en quart de finale la Roumaine Irina-Camelia Begu qu'elle bat (7-5, 6-3). En demi-finale, elle affronte la no 1 mondiale, l'Américaine Serena Williams qu'elle n'a jamais battue en cinq confrontations. Mais finalement en élevant son niveau de jeu et bénéficiant d'un jour sans, elle remporte le match 6-2, 6-3 de manière expéditive en une heure et quatorze minutes de jeu,. En finale, elle affronte une surprise, la Russe Svetlana Kuznetsova, qu'elle bat facilement 6-1, 6-2 en un peu plus d'une heure pour s'adjuger son deuxième trophée dans la capitale espagnole après son succès en 2011 et son 16e titre en carrière.
Après une mononucléose et des performances décevantes, notamment en grand chelem, elle arrive dans son jardin en août à New Haven. Elle arrive en finale en battant Madison Keys, Agnieszka Radwańska et Caroline Wozniacki, 4e mondiale (7-5, 6-1). Elle bat sa compatriote Lucie Šafářová (66-7, 6-2, 6-2), 6e mondiale en l'emportant pour la septième fois pour aucune défaite dans leur confrontation, remportant son 17e titre et devenant une des prétendantes au titre à New York. Elle signe son meilleur résultat en carrière à l'US Open avec un quart de finale, en ayant battu toutes les joueuses en deux sets mais est vaincu en trois sets 4-6, 6-4, 6-2 par la future vainqueur Flavia Pennetta.
Après une tournée asiatique mauvaise, elle arrive au masters de Singapour, et parvenant à se qualifier pour les demi-finales en ayant gagné seulement un match de poule, ce qui est rare. Elle y bat Maria Sharapova (6-3, 7-63) en 1h49 et se qualifie pour la finale, la deuxième de sa carrière. Cependant elle perdra contre Agnieszka Radwańska (6-2, 4-6, 6-3).

### 2016: bronze olympique et5eFed Cup
Dominée au deuxième tour de l'Open d'Australie par l'Australienne Daria Gavrilova, Kvitová annonce quelques jours plus tard la fin de son travail avec son entraîneur David Kotyza, une association en place depuis plus de 7 ans.
Lors du tournoi d'Indian Wells, elle réussit à se qualifier pour les quarts de finale comme en 2013, après avoir battu en trois sets difficilement : Danka Kovinić (6-3, 4-6, 7-65), Johanna Larsson (6-3, 4-6, 7-5) après avoir été menée 5-3 dans l'ultime manche et Nicole Gibbs (4-6, 6-3, 6-4) en plus de deux heures de matchs à chaque fois. Elle perdra cependant au tour d'après contre la no 3 mondiale Agnieszka Radwańska, en deux manches.
Après une tournée sur terre battue européenne décevante, elle déçoit à nouveau à Roland-Garros. Après avoir éprouvé beaucoup de difficulté à battre Danka Kovinić en trois manches au premier tour, elle chute au troisième contre une novice, l'Américaine Shelby Rogers 108e mondiale, avec un score étonnant de 6-0, 63-7, 6-0.
Après un passage à vide, elle revient mieux pour les Jeux olympiques, où elle passe facilement Tímea Babos et Caroline Wozniacki en deux manches, avant d'éprouver plus de mal en trois manches (4-6, 6-4, 6-4) face à la Russe Ekaterina Makarova. En quart, elle pulvérise (6-2, 6-0) Elina Svitolina, la tombeuse de Serena Williams au tour précédent, mais perd en trois manches (6-4, 1-6, 6-3) contre la Portoricaine Mónica Puig, future médaillée d'or de l'épreuve. Pour la petite finale, elle bat l'Américaine Madison Keys 9e mondiale (7-5, 2-6, 6-2) et gagne ainsi la médaille de bronze, sa première médaille aux JO.
Pour la tournée américaine de l'été, pour la défense de son titre à New Haven, elle bat Louisa Chirico en trois sets, Eugenie Bouchard et Ekaterina Makarova facilement avant d'être vaincue sèchement par Agnieszka Radwańska en demi-finale, qui sera la future vainqueur. À l'US Open, elle se qualifie pour la première fois de la saison en huitième en ayant battu notamment Jeļena Ostapenko et Elina Svitolina en deux manches, avant de perdre contre l'Allemande Angelique Kerber, future vainqueur du tournoi et future numéro une mondiale.
Début des tournois asiatiques, d'abord à Wuhan, elle bat à nouveau Jeļena Ostapenko et Elina Svitolina en deux sets comme à l'US Open, avant de prendre sa revanche contre la no 1 mondiale Angelique Kerber, qu'elle vainc dans un match sublime à suspense en plus de trois heures de combat (610-7, 7-5, 6-4) et un premier set de plus d'une heure et demie. À partir des quarts de finale, elle ne perdra aucun set, dominant complètement ses adversaires par sa puissance, battant successivement Johanna Konta 13e mondiale (6-3, 6-4), puis en demie la 5e mondiale, Simona Halep (6-1, 6-2) en 1 h 7. Et enfin en finale contre Dominika Cibulková 12e mondiale, qu'elle pulvérisera 6-1, 6-1 en tout juste une heure de jeu, remportant ainsi son deuxième titre ici et le 18e en carrière. Sur sa lancée, au tournoi de Pékin, elle atteint les quarts en battant la 4e mondiale, Garbiñe Muguruza (6-1, 6-4) mais perd dans un match serré contre le 9e mondiale, Madison Keys.
Sur les tournois indoor, elle perd en finale du tournoi de Luxembourg en deux sets secs avec une bulle contre Monica Niculescu. Mais elle se console, en remportant le Masters bis de Zhuhai en ayant écrasé la concurrence, et notamment Elina Svitolina en finale (6-4, 6-2) et 1 h 10 de jeu.

### 2017: agression puis retour à la compétition
Le 20 décembre 2016, Petra Kvitová est agressée au couteau à son domicile à Prostějov (Moravie) par un cambrioleur, qui la blesse à la main gauche. Elle doit subir une opération à la main et est écartée des courts pour le début de la saison 2017.
Elle fait son retour au tournoi de Roland-Garros, un mois après avoir repris l'entraînement et gagne son premier match avec beaucoup d'émotion, contre Julia Boserup (6-3, 6-2). Elle s'incline en deux tie breaks contre l'Américaine Bethanie Mattek-Sands au second tour.
De retour également sur la gazon de Birmingham avec une invitation, elle parvient en finale sans perdre le moindre set face à Tereza Smitková, Naomi Broady, la Française Kristina Mladenovic et sa compatriote Lucie Šafářová. Elle défait par la suite Ashleigh Barty (4-6, 6-3, 6-2) et s'adjuge ainsi son premier titre depuis son agression de décembre,. Elle déçoit en sortant dès le second tour face à Madison Brengle (3-6, 6-1, 2-6) au tournoi de Wimbledon alors qu'elle était l'une des favorites au titre.
Sur le dur américain, à Toronto et Cincinnati, la Tchèque se fait sortir par la même joueuse au second tour, l'Américaine Sloane Stephens (64-7, 6-3, 2-6) et (2-6, 3-6). Elle réagit à l'US Open en passant difficilement (7-5, 7-5) la Serbe Jelena Janković, puis facilement les Françaises Alizé Cornet (6-1, 6-2) et Caroline Garcia (6-0, 6-4). En huitième, la Tchèque réalise un gros match à la fois agressif et de qualité, lui permettant de vaincre la 3e mondiale, Garbiñe Muguruza (7-63, 6-3). Elle se qualifie ainsi pour la seconde fois de sa carrière en quart de finale après 2015. Après 2 h 34 de combat acharné, une fin de match haletante et étouffante, elle s'incline sur le fil (3-6, 6-3, 62-7) face à la vétérane de 37 ans, Venus Williams.
En Chine pour la tournée asiatique, elle perd un match très serré à 3 tie-breaks face à la chinoise Peng Shuai à Wuhan dès le premier tour. Elle atteint ensuite les demi-finales à Pékin sans perdre de set, en battant ses compatriotes Kristýna Plíšková et Barbora Strýcová, ainsi que la qualifiée Varvara Lepchenko et surtout, la no 6 mondiale, Caroline Wozniacki (6-1, 6-4) sans forcer. Elle s'incline au porte de la finale, face à la Française Caroline Garcia en deux manches (3-6, 5-7) en une heure et demie. Elle perd au premier tour de son dernier tournoi de l'année à Tianjin après un dur combat en 3 manches face à Zhu Lin (4-6, 7-5, 4-6). Elle finit l'année 2017 en tant que no 29 mondiale.

### 2018: 5 titres et retour dans le top 5
Petra Kvitová commence son année difficilement avec des défaites prématurées à Sydney au 2e tour contre la qualifiée Camila Giorgi (67-7, 2-6) et à l'Open d'Australie dès le premier tour contre Andrea Petkovic (3-6, 6-4, 8-10) dans une dernière manche accrochée.
En février à Saint-Pétersbourg, elle passe Elena Vesnina (6-2, 6-0), Irina-Camelia Begu (6-3, 1-6, 6-1) puis la 6e mondiale, Jeļena Ostapenko (6-0, 6-2) et la 12e mondiale Julia Görges (7-5, 4-6, 6-2), lui permettant de se qualifier pour la finale. Elle remporte facilement le titre (6-1, 6-2) contre la 10e mondiale Kristina Mladenovic, passant de la 29e à la 21e place mondiale. Elle continue en Fed Cup en battant les Suissesses Viktorija Golubic (6-2, 1-6, 6-3) et Belinda Bencic (6-2, 6-4), permettant de passer en demi-finale. Poursuivant encore à Doha, en passant facilement (6-0, 6-3) Çağla Büyükakçay, puis la Polonaise Agnieszka Radwańska (63-7, 6-3, 6-4) en 2 h 37 avec un premier set accroché et la 3e mondiale Elina Svitolina (6-4, 7-5) pour atteindre les quarts. Par la suite, elle profite de l'abandon de la 10e mondiale Julia Görges dans le second set pour aller en demi-finale. Au terme d'un combat âpre et disputé de 2 h 35, la Tchèque s'impose (3-6, 7-63, 7-5) contre la no 1 mondiale Caroline Wozniacki, après que son adversaire eut servi plusieurs fois pour le match. La finale est à nouveau un match en trois sets, remporté par Kvitová au bout de 2 h 16 de jeu face à la 4e mondiale Garbiñe Muguruza (3-6, 6-3, 6-4), remportant son 22e titre. Lui permettant au classement du 19 février de réintégrer le top 10 à la 10e place mondiale, une première depuis juin 2016, et après une saison 2017 rendue très compliquée en raison d'une opération pour une blessure à une main subie lors d'un cambriolage.
Après deux performances moyennes à Indian Wells et Miami, avec des défaites respectives contre Amanda Anisimova (2-6, 4-6) et Jeļena Ostapenko (64-7, 3-6), elle commence ensuite sa saison sur terre battue où début mai. Elle remporte le tournoi de Prague, à domicile dans son pays, en battant en finale la Roumaine Mihaela Buzărnescu (4-6, 6-2, 6-3). Puis la semaine suivante à Madrid, elle vainc successivement Lesia Tsurenko (6-1, 6-2), Monica Puig (6-3, 7-68) et dans un match compliqué, Anett Kontaveit (64-7, 6-3, 6-3). Elle surclasse ensuite en quart de finale, la jeune espoir Russe Daria Kasatkina (6-4, 6-0) ; avant de vaincre sa compatriote Tchèque no 6 mondiale, Karolína Plíšková (7-64, 6-3) en 1 h 44 pour s'offrir une place en finale. Elle remporte le trophée aux dépens de la Néerlandaise Kiki Bertens (7-64, 4-6, 6-3) après 2 h 52 de match intense et haletant. Il s'agit de son 3e trophée en carrière dans la capitale espagnole, et ce résultat lui permet de gagner deux places pour grimper à la 8e place mondiale. Elle déclare forfait à Rome pour mieux se concentrer sur Roland-Garros en tant que potentielle lauréate. Cependant, elle tombe dès le 3e tour contre l’Estonienne Anett Kontaveit en deux tie-breaks.
Elle rebondit sur sa surface favorite, le gazon de Birmingham en remportant son 5e sacre de la saison après avoir perdue qu'un set dans tout le tournoi. Battant au passage Johanna Konta, Daria Gavrilova, Julia Görges et Mihaela Buzărnescu en deux manches, avant de vaincre difficilement (4-6, 6-1, 6-2) Magdaléna Rybáriková en finale. Mais à Wimbledon, la Tchèque déçoit une nouvelle fois par son inconstance et dans les Grand Chelem ces dernières années en s'inclinant dès le 1er tour (4-6, 6-4, 0-6) contre Aliaksandra Sasnovich en 2 h 14.
En août sur le ciment américain, d'abord à Montréal, elle perd (3-6, 2-6) en 1/8 de finale face à Kiki Bertens et s'inclinera en 1 h 54 à nouveau contre la Néerlandaise en demi-finale de Cincinnati en trois manches. Après avoir battue pourtant Serena Williams (6-3, 2-6, 6-3) et difficilement Elise Mertens (7-5, 5-7, 6-3).

### 2019: finaliste à Melbourne etno2mondiale
Petra Kvitová commence son année avec une défaite prématurée à Brisbane au 2e tour contre Anett Kontaveit (5-7, 61-7) mais réagit à Sydney avec un titre. Parvenant jusqu'en finale avec des victoires encourageante pour ce début de saison face à Aryna Sabalenka (6-1, 7-5), Hsieh Su-wei puis la no 2 mondiale, Angelique Kerber (6-4, 6-1) alors tenante du titre et la qualifiée Aliaksandra Sasnovich. Avant de s'imposer (1-6, 7-5, 7-63) en retournant le match à son avantage face à la locale, Ashleigh Barty.
Commence l'Open d'Australie. La Tchèque s'achemine tranquillement jusqu'en demi-finale sans perdre un set face à Magdaléna Rybáriková, Irina-Camelia Begu, puis Belinda Bencic après Amanda Anisimova et à nouveau Ashleigh Barty (6-1, 6-4) avec autorité. Elle retrouve un dernier carré en Grand Chelem pour la première fois depuis 2014. Après un premier set accroché contre Danielle Collins, Kvitová déroule dans la seconde manche avec une bulle (7-62, 6-0) en 1 h 34 pour atteindre sa première finale à Melbourne, et la première depuis son titre à Wimbledon 2014,. Pour le titre, elle affronte la joueuse en forme de fin d'année dernière et lauréate de l'US Open 2018, la no 4 mondiale Naomi Osaka. Dans une rencontre intense avec beaucoup de nervosité, la Tchèque finit par s'incliner (62-7, 7-5, 4-6) en 2 h 27 de jeu après avoir été menée dans la seconde manche,. Malgré la défaite, elle retrouve la place de no 2 mondiale.
En février à Saint-Pétersbourg en tant que tenante du titre, elle s'incline en 1/4 de finale (4-6, 1-6) face à Donna Vekić. Elle revient avec une autre finale perdue à Dubaï face à Belinda Bencic (3-6, 6-1, 2-6) en 1 h 43 dans un match décousu,.
Elle déçoit à Indian Wells avec une défaite d'entrée mais atteint les 1/4 de finale au tournoi de Miami avec des victoires sur María Sákkari, Donna Vekić en trois manches et la Française Caroline Garcia (6-3, 6-3) ; mais s'incline (66-7, 6-3, 2-6) pour la première fois contre l'Australienne Ashleigh Barty qui remportera le titre.
La terre battue commence par Stuttgart pour Kvitová avec une victoire difficile (2-6, 6-2, 6-3) face à Anastasija Sevastova, puis vainc la 7e mondiale, Kiki Bertens (7-63, 3-6, 6-1) pour atteindre la quatrième finale de l'année. Elle remporte son 2e titre, la première à y arriver cette saison, après sa victoire (6-3, 7-62) sur Anett Kontaveit.
Alors tenante du titre à Madrid, elle s'impose contre l'Américaine Sofia Kenin (6-1, 6-4), et les Françaises Kristina Mladenovic (6-3, 7-6) et Caroline Garcia (6-3, 6-3) mais s'incline contre la finaliste de l'année passée, la Néerlandaise Kiki Bertens (2-6, 3-6). Elle redescend au cinquième rang mondiale après le tournoi, puis abandonne à Rome une semaine plus tard contre María Sákkari (5-7, 7-5, 0-4 ab.) au deuxième tour. Blessée, elle ne dispute pas Roland Garros et reprend sur le Grand Chelem de Wimbledon début juillet.
Elle arrive en deuxième semaine pour la première fois depuis cinq ans et son dernier titre du Grand Chelem en disposant de la Tunisienne Ons Jabeur (6-4, 6-2), de la Française Kristina Mladenovic à nouveau (7-5, 6-2) et de la Polonaise Magda Linette (6-3, 6-2). Elle échoue néanmoins à aller plus loin, battue en huitièmes de finale par la locale Johanna Konta (6-4, 2-6, 4-6). Après une tournée américaine médiocre (premier tour à Cincinnati et deuxième tour à l'US Open), elle reprend des couleurs en Chine, d'abord à Wuhan en atteignant les demi-finale (victoires sur Sloane Stephens notamment) et à Beijing en éliminant Kristina Mladenovic pour la troisième fois de l'année puis la dixième mondiale Belinda Bencic. Elle s'incline néanmoins en quart contre la numéro un Ashleigh Barty. Elle termina sa saison par le Masters de fin d'année qui la voit enchainer trois défaites de nouveau contre Ashleigh Barty (4-6, 2-6), Belinda Bencic (3-6, 6-1, 4-6) et Naomi Osaka (6-7, 6-4, 4-6).

### 2020: aucun titre mais demi-finale à Roland Garros
Elle commence l'année par de bons résultats, en arrivant en demi-finale de Brisbane avec des victoires sur Anastasia Pavlyuchenkova (2-6, 6-1, 6-0), Liudmila Samsonova (6-3, 6-2) et l'Américaine Jennifer Brady (6-4, 6-2). Elle tombe contre une autre Américaine, Madison Keys (6-3, 2-6, 3-6). Elle enchaîne de nouvelles victoires à l'Open d'Australie sur Kateřina Siniaková (6-1, 6-0), Paula Badosa (7-5, 7-5), Ekaterina Alexandrova (6-1, 6-2) et la Grecque María Sákkari (6-7, 6-3, 6-2). Elle est néanmoins défaite en quarts de finale par la numéro un mondiale, soutenue par le public Ashleigh Barty (6-7, 2-6). Elle sort du Top 10 à la suite du tournoi. Après un forfait en quarts de finale à Saint-Pétersbourg, elle atteint sa seule finale de l'année à Doha en éliminant Carla Suárez Navarro (4-6, 6-3, 6-0), Jeļena Ostapenko (6-2, 5-7, 6-1), Ons Jabeur (7-6, 7-6) et en prenant sa revanche sur Ashleigh Barty (6-4, 2-6, 6-4) en demi-finale. Elle s'incline contre la Biélarusse Aryna Sabalenka en finale (3-6, 3-6).
Elle est nommée en compagnie du joueur de basket-ball Tomáš Satoranský porte-drapeau de la délégation tchèque aux Jeux olympiques d'été de 2020 à Tokyo.
Dans une année particulière marquée par la pandémie de Covid-19, elle s'incline au premier tour de New York fin août et en huitièmes de finale à l'US Open contre l'Américaine Shelby Rogers (6-7, 6-3, 6-7).
Son dernier tournoi de l'année est Roland Garros. Elle aligne plusieurs victoires sans perdre un set contre la locale Océane Dodin (6-3, 7-5), l'Italienne Jasmine Paolini (6-3, 6-3), la Canadienne Leylah Fernandez (7-5, 6-3) et la Chinoise Zheng Saisai (6-2, 6-4) pour rallier les quarts de finale pour la première fois depuis huit ans sur la terre battue parisienne. Elle se défait alors de l'Allemande Laura Siegemund, novice à ce niveau (6-3, 6-3) mais s'incline aux portes de la finale contre la récente gagnante de l'Open d'Australie Sofia Kenin (4-6, 5-7).

### 2021: titre à Doha et sortie du Top 10
Elle commence l'année par deux résultats décevants à Melbourne et à l'Open d'Australie où elle s'incline au second tour à chaque fois (battue par Nadia Podoroska et Sorana Cîrstea). Début mars, elle élimine la Russe Anastasia Pavlyuchenkova (6-1, 6-3), l'Estonienne Anett Kontaveit (6-3, 3-6, 6-2) et l'Américaine Jessica Pegula (6-4, 6-4) pour rallier sa première finale de l'année. Elle sort l'ancienne numéro une Garbiñe Muguruza (6-2, 6-1) pour remporter son premier titre depuis près de deux ans.
La fin de la tournée sur dur sera plus difficile avec un abandon d'entrée à Dubaï et une élimination au troisième tour de Miami par la cinquième Elina Svitolina (6-2, 5-7, 5-7). Sur terre battue, elle atteint le deuxième tour à Charleston (défaite contre la 91e mondial Danka Kovinić), Rome (battue par Vera Zvonareva) et les quarts de finale à Stuttgart (de nouveau contre Elina Svitolina) et à Madrid (défaite par la numéro un Ashleigh Barty). À Roland Garros, elle déclare forfait au second tour.
Fin juin, elle se défait de l'Américaine Ann Li et prend sa revanche sur Nadia Podoroska (6-3, 7-6) à Berlin pour jouer les demi-finale. Elle est battue à ce stade par la locale ex-numéro une Angelique Kerber (6-3, 4-6, 6-7). Elle enchaîne alors les mauvais résultats avec des premiers tours à Wimbledon et Prague (défaite contre la 226e mondiale) et deux deuxièmes tours aux Jeux olympiques de Tokyo et à Montréal.
Elle enchaîne deux victoires consécutives pour la première fois depuis deux mois à Cincinnati contre Madison Keys (7-5, 6-4) et Veronika Kudermetova (6-2, 6-4) et écarte sèchement Ons Jabeur (6-1, 6-2) pour jouer les quarts de finale du WTA 1000 mais est contrainte à l'abandon de nouveau face à l'Allemande Angelique Kerber (4-6, 3-3 ab.). Elle parvient ensuite au troisième tour de l'US Open, puis en demi-finale à Ostrava et termine son année par un deuxième tour à Indian Wells.

### 2022: titre à Eastbourne et finale à Cincinnati
Kvitova commence l'année par une défaite au premier tour d'Adelaïde contre Priscilla Hon, 263e joueuse mondiale (7-6, 5-7, 2-6). Elle démarre timidement la saison avec une défaite au deuxième tour de Sydney contre la Tunisienne Ons Jabeur, 10e mondiale, ainsi qu'une défaite au premier tour du Grand Chelem australien contre la Roumaine Sorana Cîrstea (2-6, 2-6). Elle s'arrête aussi au deuxième tour de Saint-Pétersbourg contre une autre Roumaine, Irina-Camelia Begu (4-6, 0-6). 
Elle lance sa saison mi-février en sortant en huitièmes de finales de Dubaï la numéro deux mondiale Aryna Sabalenka (6-4, 6-4) et est éliminée au tour suivant contre la Lettone Jeļena Ostapenko (7-5, 5-7, 6-7). Elle prend sa revanche sur Irina-Camelia Begu la semaine suivante à Doha, tournoi dont elle est tenante du titre mais abandonne au second tour contre Elise Mertens. Elle sort par ailleurs du Top 30. Elle revient sur le circuit mi-mars et subit une nouvelle défaite au deuxième tour contre la Grecque María Sákkari, 6e mondiale (3-6, 0-6).
La semaine suivante, elle parvient jusqu'en quarts de finale de Miami, sa meilleure performance dans ce tournoi en battant Clara Burel, Lauren Davis et Veronika Kudermetova. Elle est battue par la numéro deux mondiale Iga Świątek (3-6, 3-6), future gagnante du tournoi.
Elle s'envole alors pour la tournée sur terre battue qui s'avère décevante avec un abandon au premier tour de Charleston et des éliminations d'entrée à Stuttgart (contre sa compatriote Karolína Plíšková , 7e joueuse mondiale) et Madrid. En mai, elle atteint le deuxième tour lors du tournoi de Roland-Garros 2022, battue par Daria Gavrilova, 127e joueuse mondiale (4-6, 2-6).
En juin, juste avant Wimbledon, elle entame la tournée sur gazon. Elle commence par le tournoi de Birmingham, durant lequel elle s'incline au premier tour contre la future gagnante Beatriz Haddad Maia (6-7, 2-6) et fin juin, elle dispute le tournoi d'Eastbourne. Elle se défait de Donna Vekić, Katie Boulter et Harriet Dart invitées au tournoi, puis en demi-finale de la Brésilienne Beatriz Haddad Maia, alors sur 13 victoires et deux titres consécutifs. Elle s'impose en finale contre Jeļena Ostapenko (6-3, 6-2) pour son 29e titre, le cinquième sur gazon.
Attendue à Wimbledon, elle parvient au troisième tour à la faveur de victoires sur Jasmine Paolini et Ana Bogdan. Elle s'incline contre la numéro quatre mondiale, l'Espagnole Paula Badosa (5-7, 6-7).
Après une défaite d'entrée à Toronto, elle prend trois revanches à Cincinnati contre Jil Teichmann (6-7, 7-6, 6-3), Sorana Cîrstea (6-2, 6-3) et la Tunisienne Ons Jabeur, désormais cinquième mondiale (6-1, 4-6, 6-0). Elle se défait ensuite d'Ajla Tomljanović (6-2, 6-3) et de la locale Madison Keys (6-7, 6-4, 6-3) pour atteindre pour la première depuis deux ans la finale d'un Premier. Elle s'incline alors contre la surprise Caroline Garcia en deux manches (2-6, 4-6).
Elle maintient son niveau de forme en battant la qualifiée Erika Andreeva et la numéro 10 mondiale Garbiñe Muguruza en trois manches serrées (5-7, 6-3, 7-6). Elle profite également d'un forfait pour atteindre les huitièmes de finales de l'US Open, sa meilleure performance en Grand Chelem depuis deux ans. Elle est battue par la huitième mondiale, Jessica Pegula (3-6, 2-6). 
Elle termine l'année par un quart de finale chez elle à Ostrava, battue par la gagnante de Wimbledon, Elena Rybakina (6-7, 4-6) après s'être défaite de Paula Badosa (7-6, 6-4) et un deuxième tour contre la Canadienne Bianca Andreescu à Guadalajara (6-3, 2-6, 0-6).

### 2023: titres à Miami et Berlin; retour dans le top 10
Après avoir battu la vainqueur de Wimbledon Elena Rybakina au premier tour d'Adélaïde 2 (6-3, 7-5), puis profité de l'abandon de Zheng Qinwen, elle cède en quarts de finale contre la Russe Daria Kasatkina (3-6, 6-73). Elle s'incline mi-janvier au second tour de l'Open d'Australie contre l'Ukrainienne Anhelina Kalinina (5-7, 4-6) et au même stade quelques semaines plus tard à Doha, battue par l'Américaine Coco Gauff (3-6, 6-76). Fin février, elle est éliminée en huitièmes à Dubaï par sa compatriote Barbora Krejčíková qu'elle affronte pour la première fois (3-6, 2-6). Quelques semaines plus tard, elle égale sa meilleure performance au WTA 1000 d'Indian Wells en éliminant l'invitée Elizabeth Mandlik (6-1, 7-5), puis en renversant la Lettone Jeļena Ostapenko (0-6, 6-0, 6-4) et la numéro trois mondiale Jessica Pegula après avoir sauvé quatre balles de match (6-2, 3-6, 7-611), sa première victoire de l'année sur une Top 10. Elle s'incline pour la cinquième fois de sa carrière contre María Sákkari (6-4, 5-7, 1-6), en quarts de finale du tournoi. 
La semaine suivante, elle dispute le tournoi de Miami et élimine sa jeune compatriote Linda Nosková (6-3, 6-0), la Croate Donna Vekić, quart-de-finaliste en début d'année à l'Open d'Australie (6-4, 7-63), puis les Russes Varvara Gracheva (7-5, 7-65) et Ekaterina Alexandrova (6-4, 3-6, 6-3) pour accéder pour la première fois de sa carrière aux demi-finale de ce tournoi. Elle parvient en finale à la faveur d'une victoire sur la surprise du tournoi, Sorana Cîrstea (7-5, 6-4). Elle retrouve à ce stade la Kazakhstanaise Elena Rybakina, septième mondiale, qu'elle avait battue en début d'année et en grande forme (finaliste à l'Open d'Australie et lauréate la semaine précédente à Indian Wells). Elle s'impose (7-614, 6-2) et gagne son premier WTA 1000 depuis près de cinq ans.  Cette victoire lui permet de retrouver le Top 10.
Elle entame fin avril la saison sur terre battue en commençant par le WTA 1000 de Madrid mais voit l'Allemande Jule Niemeier lui barrer la route dès le premier tour (6-79, 1-6). Elle est éliminée au même stade un mois plus tard à Roland-Garros par l'Italienne spécialiste de la surface Elisabetta Cocciaretto (3-6, 4-6). 
Elle retrouve le gazon et gagne directement son 31e titre en carrière à Berlin sans perdre un set. Elle bat d'abord sa compatriote Karolína Plíšková, ancienne finaliste à Wimbledon (6-3, 6-4), l'Argentine Nadia Podoroska (6-1, 6-1) puis la quatrième mondiale Caroline Garcia (6-4, 7-63). Arrivée en demi-finale, elle s'impose contre la Russe Ekaterina Alexandrova, gagnante récente de S'Hertogenbosh (6-3, 6-4) et remporte le titre contre la Croate Donna Vekić (6-2, 7-66). À Wimbledon, elle retrouve la deuxième semaine pour la deuxième fois depuis huit ans, en remportant ses trois premiers matchs contre Jasmine Paolini (6-4, 6-7, 6-1), Aliaksandra Sasnovich (6-2, 6-2) et la qualifiée 225e mondiale Natalija Stevanovic (6-3, 7-5) mais s'incline en huitièmes de finale face à la finaliste en titre Ons Jabeur (0-6, 3-6).
Elle s'envole pour la Canada et y dispute le WTA 1000 à Toronto. Dans un tournoi perturbé par la pluie, elle bat dans un match décousu l'Italienne Camila Giorgi (6-2, 5-7, 6-0) puis s'incline contre Belinda Bencic qu'elle n'avait plus joué depuis quatre ans, renversée en trois sets (7-6, 3-6, 1-6). Elle s'arrête également au deuxième tour à Cincinnati, alors qu'elle était finaliste l'année passée, éliminant la Russe Anna Blinkova (7-6, 6-0) et s'inclinant contre sa jeune compatriote, invitée au tournoi, Linda Nosková (6-3, 2-6, 4-6), ainsi qu'à l'US Open où elle sort Cristina Bucșa (6-1, 7-6) mais perd contre l'ancienne numéro une Caroline Wozniacki, sortie de sa retraite et ancienne numéro une qu'elle n'avait plus joué depuis cinq ans (5-7, 6-7). Elle entame la tournée asiatique et s'envole pour la Chine fin septembre. A Ningbo, elle passe d'abord la qualifiée Anna-Lena Friedsam (7-6, 6-1) puis profite du forfait de Yulia Putintseva pour passer en quarts mais perd contre la jeune Russe Diana Shnaider (4-6, 1-6), qui remporte jusqu'alors la plus belle victoire de sa carrière.
Elle déçoit également à Pékin, le dernier WTA 1000 de la saison en s'inclinant contre Liudmila Samsonova (4-6, 5-7) après s'être défaite difficilement de la locale Wang Xiyu (6-7, 7-5, 6-3) au premier tour.

### 2024. Grossesse
L'année 2024 commence par un forfait à l'Open d'Australie pour cause de maternité. Elle donne naissance à son enfant début juillet.
Elle retournera sur les cours le 25 février 2025 à l'ATX Open. Elle est alors au-delà de la 1000e place mondiale et a pu user de son classement protégé pour accéder aux grands tournois.

## Palmarès

### En simple dames
| No | Date       | Nom et lieu du tournoi                             | Catégorie    | Dotation     | Surface      | Finaliste            | Score          |          |
| -- | ---------- | -------------------------------------------------- | ------------ | ------------ | ------------ | -------------------- | -------------- | -------- |
| 1  | 12-01-2009 | Moorilla International, Hobart                     | Intern'l     | 220 000 $    | Dur (ext.)   | Iveta Benešová       | 7-5, 6-1       | Parcours |
| 2  | 02-01-2011 | Brisbane International, Brisbane                   | Intern'l     | 220 000 $    | Dur (ext.)   | Andrea Petkovic      | 6-1, 6-3       | Parcours |
| 3  | 07-02-2011 | Open GDF Suez, Paris                               | Premier      | 618 000 $    | Dur (int.)   | Kim Clijsters        | 6-4, 6-3       | Parcours |
| 4  | 30-04-2011 | Mutua Madrid Open, Madrid                          | PREMIER*     | 4 500 000 $  | Terre (ext.) | Victoria Azarenka    | 7-63, 6-4      | Parcours |
| 5  | 20-06-2011 | The Championships, Wimbledon                       | G. Chelem    | 10 141 303 $ | Gazon (ext.) | Maria Sharapova      | 6-3, 6-4       | Parcours |
| 6  | 10-10-2011 | Generali Ladies, Linz                              | Intern'l     | 220 000 $    | Dur (int.)   | Dominika Cibulková   | 6-4, 6-1       | Parcours |
| 7  | 25-10-2011 | TEB BNP Paribas WTA Championships, Istanbul        | Masters      | 4 900 000 $  | Dur (int.)   | Victoria Azarenka    | 7-5, 4-6, 6-3  | Parcours |
| 8  | 06-08-2012 | Coupe Rogers, Montréal                             | Premier 5    | 2 168 400 $  | Dur (ext.)   | Li Na                | 7-5, 2-6, 6-3  | Parcours |
| 9  | 19-08-2012 | New Haven Open at Yale, New Haven                  | Premier      | 637 000 $    | Dur (ext.)   | Maria Kirilenko      | 7-69, 7-5      | Parcours |
| 10 | 18-02-2013 | Duty Free Tennis Championships, Dubaï              | Premier      | 2 000 000 $  | Dur (ext.)   | Sara Errani          | 6-2, 1-6, 6-1  | Parcours |
| 11 | 22-09-2013 | Toray Pan Pacific Open, Tokyo                      | Premier 5    | 2 369 000 $  | Dur (ext.)   | Angelique Kerber     | 6-2, 0-6, 6-3  | Parcours |
| 12 | 23-06-2014 | The Championships, Wimbledon                       | G. Chelem    | 18 575 979 $ | Gazon (ext.) | Eugenie Bouchard     | 6-3, 6-0       | Parcours |
| 13 | 18-08-2014 | Connecticut Open, New Haven                        | Premier      | 710 000 $    | Dur (ext.)   | Magdaléna Rybáriková | 6-4, 6-2       | Parcours |
| 14 | 21-09-2014 | Dongfeng Motor Wuhan Open, Wuhan                   | Premier 5    | 2 440 070 $  | Dur (ext.)   | Eugenie Bouchard     | 6-3, 6-4       | Parcours |
| 15 | 11-01-2015 | Apia International Sydney, Sydney                  | Premier      | 731 000 $    | Dur (ext.)   | Karolína Plíšková    | 7-65, 7-66     | Parcours |
| 16 | 02-05-2015 | Mutua Madrid Open, Madrid                          | PREMIER*     | 4 785 714 $  | Terre (ext.) | Svetlana Kuznetsova  | 6-1, 6-2       | Parcours |
| 17 | 23-08-2015 | Connecticut Open by United Technologies, New Haven | Premier      | 754 163 $    | Dur (ext.)   | Lucie Šafářová       | 6-7, 6-2, 6-2  | Parcours |
| 18 | 25-09-2016 | Dongfeng Motor Wuhan Open, Wuhan                   | Premier 5    | 2 589 000 $  | Dur (ext.)   | Dominika Cibulková   | 6-1, 6-1       | Parcours |
| 19 | 01-11-2016 | Huajin Securities WTA Elite Trophy, Zhuhai         | Elite Trophy | 2 214 500 $  | Dur (int.)   | Elina Svitolina      | 6-4, 6-2       | Parcours |
| 20 | 19-06-2017 | Aegon Classic Birmingham, Birmingham               | Premier      | 885 040 $    | Gazon (ext.) | Ashleigh Barty       | 4-6, 6-3, 6-2  | Parcours |
| 21 | 29-01-2018 | St. Petersburg Ladies Trophy, Saint-Pétersbourg    | Premier      | 799 000 $    | Dur (int.)   | Kristina Mladenovic  | 6-1, 6-2       | Parcours |
| 22 | 12-02-2018 | Qatar Total Open 2018, Doha                        | Premier 5    | 3 198 000 $  | Dur (ext.)   | Garbiñe Muguruza     | 3-6, 6-3, 6-4  | Parcours |
| 23 | 30-04-2018 | J&T Banka Prague Open, Prague                      | Intern'l     | 250 000 $    | Terre (ext.) | Mihaela Buzărnescu   | 4-6, 6-2, 6-3  | Parcours |
| 24 | 05-05-2018 | Mutua Madrid Open, Madrid                          | PREMIER*     | 6 685 828 $  | Terre (ext.) | Kiki Bertens         | 7-66, 4-6, 6-3 | Parcours |
| 25 | 18-06-2018 | Nature Valley Classic, Birmingham                  | Premier      | 871 028 $    | Gazon (ext.) | Magdaléna Rybáriková | 4-6, 6-1, 6-2  | Parcours |
| 26 | 07-01-2019 | Sydney International, Sydney                       | Premier      | 757 900 $    | Dur (ext.)   | Ashleigh Barty       | 1-6, 7-5, 7-63 | Parcours |
| 27 | 22-04-2019 | Porsche Tennis Grand Prix, Stuttgart               | Premier      | 820 970 $    | Terre (int.) | Anett Kontaveit      | 6-3, 7-62      | Parcours |
| 28 | 01-03-2021 | Qatar Total Open 2021, Doha                        | WTA 500      | 565 530 $    | Dur (ext.)   | Garbiñe Muguruza     | 6-2, 6-1       | Parcours |
| 29 | 19-06-2022 | Rothesay International Eastbourne, Eastbourne      | WTA 500      | 757 900 $    | Gazon (ext.) | Jeļena Ostapenko     | 6-3, 6-2       | Parcours |
| 30 | 21-03-2023 | Miami Open, Miami                                  | WTA 1000     | 8 800 000 $  | Dur (ext.)   | Elena Rybakina       | 7-614, 6-2     | Parcours |
| 31 | 19-06-2023 | Bett1Open, Berlin                                  | WTA 500      | 780 637 $    | Gazon (ext.) | Donna Vekić          | 6-2, 7-66      | Parcours |

### Finales en simple dames
| No | Date       | Nom et lieu du tournoi                         | Catégorie | Dotation      | Surface      | Vainqueure          | Score          |          |
| -- | ---------- | ---------------------------------------------- | --------- | ------------- | ------------ | ------------------- | -------------- | -------- |
| 1  | 12-10-2009 | Generali Ladies, Linz                          | Intern'l  | 220 000 $     | Dur (int.)   | Yanina Wickmayer    | 6-3, 6-4       | Parcours |
| 2  | 13-06-2011 | AEGON International, Eastbourne                | Premier   | 618 000 $     | Gazon (ext.) | Marion Bartoli      | 6-1, 4-6, 7-5  | Parcours |
| 3  | 08-04-2013 | BNP Paribas Katowice Open, Katowice            | Intern'l  | 235 000 $     | Terre (int.) | Roberta Vinci       | 7-62, 6-1      | Parcours |
| 4  | 18-08-2013 | New Haven Open at Yale, New Haven              | Premier   | 690 000 $     | Dur (ext.)   | Simona Halep        | 6-2, 6-2       | Parcours |
| 5  | 27-09-2014 | China Open, Pékin                              | PREMIER*  | 5 427 105 $   | Dur (ext.)   | Maria Sharapova     | 6-4, 2-6, 6-3  | Parcours |
| 6  | 25-10-2015 | BNP Paribas WTA Finals by SC Global, Singapour | Masters   | 7 000 000 $   | Dur (int.)   | Agnieszka Radwańska | 6-2, 4-6, 6-3  | Parcours |
| 7  | 17-10-2016 | BGL BNP Paribas Luxembourg Open, Luxembourg    | Intern'l  | 250 000 $     | Dur (int.)   | Monica Niculescu    | 6-4, 6-0       | Parcours |
| 8  | 14-01-2019 | Australian Open, Melbourne                     | G. Chelem | 28 814 100 A$ | Dur (ext.)   | Naomi Osaka         | 7-62, 5-7, 6-4 | Parcours |
| 9  | 17-02-2019 | Duty Free Tennis Championships, Dubaï          | Premier 5 | 2 527 250 $   | Dur (ext.)   | Belinda Bencic      | 6-3, 1-6, 6-2  | Parcours |
| 10 | 23-02-2020 | Qatar Total Open 2020, Doha                    | Premier 5 | 2 939 695 $   | Dur (ext.)   | Aryna Sabalenka     | 6-3, 6-3       | Parcours |
| 11 | 15-08-2022 | Western & Southern Open, Cincinnati            | WTA 1000  | 2 527 250 $   | Dur (ext.)   | Caroline Garcia     | 6-2, 6-4       | Parcours |

### Titre en double mixte
| No | Date       | Nom et lieu du tournoi        | Catégorie | Dotation      | Surface    | Partenaire    | Finalistes                     | Score        |          |
| -- | ---------- | ----------------------------- | --------- | ------------- | ---------- | ------------- | ------------------------------ | ------------ | -------- |
| 1  | 31-12-2011 | Hyundai Hopman Cup XXIV Perth | ITF       | 1 000 000 AU$ | Dur (int.) | Tomáš Berdych | Marion Bartoli Richard Gasquet | 2 matchs à 0 | Parcours |

## Parcours en Grand Chelem

### Victoires (2)
| Année | Tournoi       | Adversaire en finale | Score    |
| 2011  | Wimbledon     | Maria Sharapova      | 6-3, 6-4 |
| 2014  | Wimbledon (2) | Eugenie Bouchard     | 6-3, 6-0 |

### Finale (1)
| Année | Tournoi          | Adversaire en finale | Score          |
| 2019  | Open d'Australie | Naomi Osaka          | 62-7, 7-5, 4-6 |

### En simple dames
| Année | Open d'Australie                                                 | Open d'Australie                                                       | Internationaux de France                                          | Internationaux de France                                     | Wimbledon                                                         | Wimbledon             | US Open                                          | US Open            |
| ----- | ---------------------------------------------------------------- | ---------------------------------------------------------------------- | ----------------------------------------------------------------- | ------------------------------------------------------------ | ----------------------------------------------------------------- | --------------------- | ------------------------------------------------ | ------------------ |
| 2007  | —                                                                | —                                                                      | —                                                                 | —                                                            | —                                                                 | —                     | Q2 \|\| style="text-align:left" \| Sandra Klösel |                    |
| 2008  | Q1 \|\| style="text-align:left" \| Nika Ožegović                 | 1/8 de finale                                                          | Kaia Kanepi                                                       | 1er tour (1/64)                                              | Tatiana Perebiynis                                                | 1er tour (1/64)       | V. Ruano Pascual                                 |                    |
| 2009  | 1er tour (1/64)                                                  | Victoria Azarenka                                                      | —                                                                 | —                                                            | 1er tour (1/64)                                                   | Maria Kirilenko       | 1/8 de finale                                    | Yanina Wickmayer   |
| 2010  | 2e tour (1/32)                                                   | Serena Williams                                                        | 1er tour (1/64)                                                   | Sophie Ferguson                                              | 1/2 finale \|\| style="text-align:left" \| Serena Williams        | 3e tour (1/16)        | Kim Clijsters                                    |                    |
| 2011  | 1/4 de finale                                                    | Vera Zvonareva                                                         | 1/8 de finale                                                     | Li Na                                                        | Victoire                                                          | Maria Sharapova       | 1er tour (1/64)                                  | Alexandra Dulgheru |
| 2012  | 1/2 finale \|\| style="text-align:left" \| Maria Sharapova       | 1/2 finale \|\| style="text-align:left" \| Maria Sharapova             | 1/4 de finale                                                     | Serena Williams                                              | 1/8 de finale                                                     | Marion Bartoli        |                                                  |                    |
| 2013  | 2e tour (1/32)                                                   | Laura Robson                                                           | 3e tour (1/16)                                                    | Jamie Hampton                                                | 1/4 de finale                                                     | Kirsten Flipkens      | 3e tour (1/16)                                   | Alison Riske       |
| 2014  | 1er tour (1/64)                                                  | Luksika Kumkhum                                                        | 3e tour (1/16)                                                    | Svetlana Kuznetsova                                          | Victoire                                                          | Eugenie Bouchard      | 3e tour (1/16)                                   | Aleksandra Krunić  |
| 2015  | 3e tour (1/16)                                                   | Madison Keys                                                           | 1/8 de finale                                                     | Timea Bacsinszky                                             | 3e tour (1/16)                                                    | Jelena Janković       | 1/4 de finale                                    | Flavia Pennetta    |
| 2016  | 2e tour (1/32)                                                   | Daria Gavrilova                                                        | 3e tour (1/16)                                                    | Shelby Rogers                                                | 2e tour (1/32)                                                    | Ekaterina Makarova    | 1/8 de finale                                    | Angelique Kerber   |
| 2017  | —                                                                | —                                                                      | 2e tour (1/32)                                                    | B. Mattek-Sands                                              | 2e tour (1/32)                                                    | Madison Brengle       | 1/4 de finale                                    | Venus Williams     |
| 2018  | 1er tour (1/64)                                                  | Andrea Petkovic                                                        | 3e tour (1/16)                                                    | Anett Kontaveit                                              | 1er tour (1/64)                                                   | Aliaksandra Sasnovich | 3e tour (1/16)                                   | Aryna Sabalenka    |
| 2019  | Finale                                                           | Naomi Osaka                                                            | —                                                                 | —                                                            | 1/8 de finale                                                     | Johanna Konta         | 2e tour (1/32)                                   | Andrea Petkovic    |
| 2020  | 1/4 de finale                                                    | Ashleigh Barty                                                         | 1/2 finale \|\| style="text-align:left" \| Sofia Kenin            | Annulé                                                       | Annulé                                                            | 1/8 de finale         | Shelby Rogers                                    |                    |
| 2021  | 2e tour (1/32) \|\| style="text-align:left" \| Sorana Cîrstea    | 2e tour (1/32) \|\| Forfait                                            | 1er tour (1/64) \|\| style="text-align:left" \| Sloane Stephens   | 3e tour (1/16) \|\| style="text-align:left" \| María Sákkari |                                                                   |                       |                                                  |                    |
| 2022  | 1er tour (1/64) \|\| style="text-align:left" \| Sorana Cîrstea   | 2e tour (1/32) \|\| style="text-align:left" \| Daria Saville           | 3e tour (1/16) \|\| style="text-align:left" \| Paula Badosa       | 1/8 de finale                                                | Jessica Pegula                                                    |                       |                                                  |                    |
| 2023  | 2e tour (1/32) \|\| style="text-align:left" \| Anhelina Kalinina | 1er tour (1/64) \|\| style="text-align:left" \| Elisabetta Cocciaretto | 1/8 de finale                                                     | Ons Jabeur                                                   | 2e tour (1/32) \|\| style="text-align:left" \| Caroline Wozniacki |                       |                                                  |                    |
|       |                                                                  |                                                                        |                                                                   |                                                              |                                                                   |                       |                                                  |                    |
| 2025  | —                                                                | —                                                                      | 1er tour (1/64) \|\| style="text-align:left" \| Viktorija Golubic | 1er tour (1/64) \|\| style="text-align:left" \| Emma Navarro |                                                                   |                       |                                                  |                    |

À droite du résultat, l’ultime adversaire.

### En double dames
| Année | Open d'Australie              | Open d'Australie            | Internationaux de France | Internationaux de France  | Wimbledon                     | Wimbledon               | US Open                        | US Open                   |
| ----- | ----------------------------- | --------------------------- | ------------------------ | ------------------------- | ----------------------------- | ----------------------- | ------------------------------ | ------------------------- |
| 2008  | —                             | —                           | —                        | —                         | 1er tour (1/32) E. Hrdinová   | E. Vesnina V. Zvonareva | 1er tour (1/32) G. Navrátilová | I. Benešová G. Voskoboeva |
| 2009  | 1er tour (1/32) M. Rybáriková | A. Morita M. Müller         | —                        | —                         | —                             | —                       | 1er tour (1/32) O. Savchuk     | G. Dulko S. Peer          |
| 2010  | 1er tour (1/32) J. Dokić      | N. Llagostera M.J. Martínez | 2e tour (1/16) S. Vögele | M. Kirilenko A. Radwańska | 1er tour (1/32) L. Dekmeijere | S. Kuznetsova A. Rezaï  | 1er tour (1/32) S. Vögele      | K. Peschke K. Srebotnik   |
| 2011  | 2e tour (1/16) M. Krajicek    | N. Grandin V. Uhlířová      | —                        | —                         | 1er tour (1/32) D. Cibulková  | I. Benešová B. Strýcová | —                              | —                         |

Sous le résultat, la partenaire ; à droite, l’ultime équipe adverse.

### En double mixte
| Année | Open d'Australie | Open d'Australie | Internationaux de France      | Internationaux de France | Wimbledon | Wimbledon | US Open | US Open |
| 2011  | —                | —                | 1er tour (1/16) S. Stakhovsky | Zheng J. M. Bhupathi     | —         | —         | —       | —       |

Sous le résultat, le partenaire ; à droite, l’ultime équipe adverse.

## Parcours en «Premier» et WTA 1000
Les tournois WTA « Premier Mandatory » et « Premier 5 » (entre 2009 et 2020) et WTA 1000 (à partir de 2021) constituent les catégories d'épreuves les plus prestigieuses, après les quatre levées du Grand Chelem. 

De 2009 à 2023, les tournois Premier Mandatory (dits tournois WTA 1000 obligatoires entre 2021 et 2023) regroupent Indian Wells, Miami, Madrid et Pékin, les autres constituant les tournois Premier 5 (tournois WTA 1000 non-obligatoires). À partir de 2024, le nombre de tournois WTA 1000 passe à 10 par saison (fin de l’alternance Doha / Dubaï), ces derniers devenant tous obligatoires et offrant tous 1000 points à la vainqueure (contre 900 points précédemment pour les tournois Premier 5).

### En simple dames
| Année |       |                            |                             |                               |                               |                              |                             |                             |                             |                              |  |                               |
| Doha  | Dubaï | Indian Wells               | Miami                       | Madrid                        | Rome                          | Canada                       | Cincinnati                  | Pékin                       |                             | Tokyo                        |  |                               |
| Doha  | Dubaï | Indian Wells               | Miami                       | Madrid                        | Rome                          | Canada                       | Cincinnati                  | Pékin                       | Wuhan                       |                              |  |                               |
| Doha  | Dubaï | Indian Wells               | Miami                       | Madrid                        | Rome                          | Canada                       | Cincinnati                  | Pékin                       | Guadalajara                 |                              |  |                               |
| 2009  |       | Hors calendrier            | 1er tour (1/32) J. Schruff  | 3e tour (1/16) V. Zvonareva   | 1er tour (1/64) S. Lisicki    | 2e tour (1/16) F. Schiavone  |                             |                             |                             |                              |  |                               |
| 2010  |       | Hors calendrier            |                             | 2e tour (1/32) F. Pennetta    | 2e tour (1/32) K. Clijsters   | 1er tour (1/32) C. Wozniacki | 2e tour (1/16) A. Petkovic  | 1er tour (1/32) A. Rezaï    |                             | 3e tour (1/8) C. Wozniacki   |  | 1er tour (1/32) A. Bondarenko |
| 2011  |       | WTA 500                    | 1er tour (1/32) A. Morita   | 2e tour (1/32) B. Z. Strýcová | 3e tour (1/16) Pavlyuchenkova | Victoire V. Azarenka         |                             | 3e tour (1/8) A. Petkovic   | 3e tour (1/8) A. Petkovic   | 2e tour (1/16) S. Arvidsson  |  | 1/2 finale V. Zvonareva       |
| 2012  |       |                            | WTA 500                     | 3e tour (1/16) C. McHale      | 2e tour (1/32) V. Williams    | 2e tour (1/16) L. Hradecká   | 1/4 de finale A. Kerber     | Victoire Li Na              | 1/2 finale A. Kerber        | 2e tour (1/16) C. Suárez     |  | 2e tour (1/16) P. Martić      |
| 2013  |       | 1/4 de finale S. Williams  | WTA 500                     | 1/4 de finale M. Kirilenko    | 3e tour (1/16) K. Flipkens    | 2e tour (1/16) D. Hantuchová | 3e tour (1/8) S. Stosur     | 1/4 de finale S. Cîrstea    | 3e tour (1/8) C. Wozniacki  | 1/2 finale J. Janković       |  | Victoire A. Kerber            |
| 2014  |       | 1/4 de finale J. Janković  | WTA 500                     | 4e tour (1/8) D. Cibulková    | 1/4 de finale M. Sharapova    | 1/2 finale S. Halep          | 2e tour (1/16) Zhang S.     | 3e tour (1/8) E. Makarova   | 2e tour (1/16) E. Svitolina | Finale M. Sharapova          |  | Victoire E. Bouchard          |
| 2015  |       | WTA 500                    | 3e tour (1/8) C. Suárez     |                               |                               | Victoire S. Kuznetsova       | 1/4 de finale C. Suárez     | 2e tour (1/16) V. Azarenka  | 2e tour (1/16) C. Garcia    | 1er tour (1/32) S. Errani    |  | 3e tour (1/8) R. Vinci        |
| 2016  |       | 3e tour (1/8) J. Ostapenko | WTA 500                     | 1/4 de finale A. Radwańska    | 3e tour (1/16) E. Makarova    | 3e tour (1/8) D. Gavrilova   | 2e tour (1/16) M. Keys      | 3e tour (1/8) S. Kuznetsova |                             | 1/4 de finale M. Keys        |  | Victoire D. Cibulková         |
| 2017  |       | WTA 500                    |                             |                               |                               |                              |                             | 2e tour (1/16) S. Stephens  | 2e tour (1/16) S. Stephens  | 1/2 finale C. Garcia         |  | 1er tour (1/32) Peng Shuai    |
| 2018  |       | Victoire G. Muguruza       | WTA 500                     | 3e tour (1/16) A. Anisimova   | 4e tour (1/8) J. Ostapenko    | Victoire K. Bertens          |                             | 3e tour (1/8) K. Bertens    | 1/2 finale K. Bertens       | 1er tour (1/32) D. Gavrilova |  | 3e tour (1/8) Pavlyuchenkova  |
| 2019  |       | WTA 500                    | Finale B. Bencic            | 2e tour (1/32) V. Williams    | 1/4 de finale A. Barty        | 1/4 de finale K. Bertens     | 3e tour (1/8) M. Sákkari    |                             | 2e tour (1/16) M. Sákkari   | 1/4 de finale A. Barty       |  | 1/2 finale A. Riske           |
| 2020  |       | Finale A. Sabalenka        | WTA 500                     | Annulé                        | Annulé                        | Annulé                       |                             | Annulé                      | 2e tour (1/16) M. Bouzková  | Annulé                       |  | Annulé                        |
| 2021  |       | WTA 500                    | 2e tour (1/16) J. Teichmann | 3e tour (1/16) V. Azarenka    | 4e tour (1/8) E. Svitolina    | 1/4 de finale A. Barty       | 2e tour (1/16) V. Zvonareva | 3e tour (1/8) C. Giorgi     | 1/4 de finale A. Kerber     | Annulé                       |  | Annulé                        |
| 2022  |       | 2e tour (1/16) E. Mertens  | WTA 500                     | 3e tour (1/16) M. Sákkari     | 1/4 de finale I. Świątek      | 1er tour (1/32) J. Teichmann |                             | 1er tour (1/32) A. Riske    | Finale C. Garcia            | Hors calendrier              |  | 2e tour (1/16) B. Andreescu   |
| 2023  |       | WTA 500                    | 3e tour (1/8) B. Krejčíková | 1/4 de finale M. Sákkari      | Victoire E. Rybakina          | 2e tour (1/32) J. Niemeier   |                             | 3e tour (1/8) B. Bencic     |                             | 2e tour (1/16) L. Samsonova  |  |                               |
|       |       |                            |                             |                               |                               |                              |                             |                             |                             |                              |  |                               |
| 2025  |       |                            |                             | 1er tour (1/64) V. Gracheva   | 1er tour (1/64) S. Kenin      | 1er tour (1/64) K. Volynets  | 2e tour (1/32) Forfait      |                             |                             |                              |  |                               |

Sous le résultat, l’ultime adversaire.
1. 1 2   Les tournois de Doha et Dubaï alternent le statut de tournoi WTA 1000 (ex Premier 5) entre 2009 et 2023 : les trois premières éditions ont lieu à Dubaï, les trois suivantes à Doha, puis Dubaï accueille le tournoi de cette catégorie les années impaires et Dubaï les années paires. De 2011 à 2023, la ville qui n’accueille pas de WTA 1000 organise à la place un tournoi WTA 500 (ex Premier).
2. 1 2 3 4 5 6 7 8   L’ordre de déroulement des tournois a évolué depuis 2009 : Rome se dispute avant Madrid et Cincinnati avant Montréal/Toronto jusqu’en 2010, tandis que Tokyo (2009-2013)-Wuhan (2014-2019, 2024-)-Guadalajara (2022-2023) ont lieu avant Pékin jusqu’en 2023.
3. 1 2 3 4 5 6 7 8  Du fait de la pandémie de Covid-19, les tournois d’Indian Wells, de Miami, de Madrid, du Canada, de Wuhan et de Pékin sont annulés en 2020. Ces deux derniers le sont également en 2021. Pour des raisons d’organisation, le tournoi de Cincinnati 2020 a exceptionnellement lieu à Flushing Meadows à New York.
4. ↑  Le 1er décembre 2021, le président de la WTA, Steve Simon, annonce que tous les tournois prévus en Chine et à Hong Kong sont suspendus à partir de 2022, en raison de préoccupations concernant la sécurité et le bien-être de la joueuse de tennis chinoise Peng Shuai après ses allégations de relations sexuelles non-consenties avec Zhang Gaoli, membre de haut rang du Parti communiste chinois. Le tournoi de Pékin revient en 2023. Le tournoi de Guadalajara remplace celui de Wuhan pendant deux ans, ce dernier réapparaissant en 2024.

## Parcours aux Masters

### En simple dames
| # | Date       | Nom de l'édition                              | ($)        | Surface    | Résultat               | Ultime adversaire   | Score          |          |
| - | ---------- | --------------------------------------------- | ---------- | ---------- | ---------------------- | ------------------- | -------------- | -------- |
| 1 | 25/10/2011 | TEB BNP Paribas WTA Championships Istanbul    | 4 900 000  | Dur (int.) | Victoire               | Victoria Azarenka   | 7-5, 4-6, 6-3  | Parcours |
| 2 | 23/10/2012 | TEB BNP Paribas WTA Championships Istanbul    | 4 900 000  | Dur (int.) | Round Robin (défaite)  | Agnieszka Radwańska | 6-3, 6-2       | Parcours |
| 3 | 21/10/2013 | TEB BNP Paribas WTA Championships Istanbul    | 6 000 000  | Dur (int.) | 1/2 finale             | Li Na               | 6-4, 6-2       | Parcours |
| 4 | 20/10/2014 | BNP Paribas WTA Finals Singapour              | 6 500 000  | Dur (int.) | Round Robin (défaite)  | Agnieszka Radwańska | 6-2, 6-3       | Parcours |
| 4 | 20/10/2014 | BNP Paribas WTA Finals Singapour              | 6 500 000  | Dur (int.) | Round Robin (victoire) | Maria Sharapova     | 6-3, 6-2       | Parcours |
| 4 | 20/10/2014 | BNP Paribas WTA Finals Singapour              | 6 500 000  | Dur (int.) | Round Robin (défaite)  | Caroline Wozniacki  | 6-2, 6-3       | Parcours |
| 5 | 25/10/2015 | BNP Paribas WTA Finals by SC Global Singapour | 7 000 000  | Dur (int.) | Finale                 | Agnieszka Radwańska | 6-2, 4-6, 6-3  | Parcours |
| 6 | 22/10/2018 | BNP Paribas WTA Finals by SC Global Singapour | 7 000 000  | Dur (int.) | Round Robin (défaite)  | Elina Svitolina     | 6-3, 6-3       | Parcours |
| 6 | 22/10/2018 | BNP Paribas WTA Finals by SC Global Singapour | 7 000 000  | Dur (int.) | Round Robin (défaite)  | Caroline Wozniacki  | 7-5, 3-6, 6-2  | Parcours |
| 6 | 22/10/2018 | BNP Paribas WTA Finals by SC Global Singapour | 7 000 000  | Dur (int.) | Round Robin (défaite)  | Karolína Plíšková   | 6-3, 6-4       | Parcours |
| 7 | 27/10/2019 | Shiseido WTA Finals Shenzhen Shenzhen         | 14 000 000 | Dur (int.) | Round Robin (défaite)  | Naomi Osaka         | 7-61, 4-6, 6-4 | Parcours |
| 7 | 27/10/2019 | Shiseido WTA Finals Shenzhen Shenzhen         | 14 000 000 | Dur (int.) | Round Robin (défaite)  | Belinda Bencic      | 6-3, 1-6, 6-4  | Parcours |
| 7 | 27/10/2019 | Shiseido WTA Finals Shenzhen Shenzhen         | 14 000 000 | Dur (int.) | Round Robin (défaite)  | Ashleigh Barty      | 6-4, 6-2       | Parcours |

## Parcours aux Jeux olympiques

### En simple dames
| # | Date       | Nom de l'olympiade                  | Surface      | Résultat       | Ultime adversaire   | Score         |          |
| - | ---------- | ----------------------------------- | ------------ | -------------- | ------------------- | ------------- | -------- |
| 1 | 28/07/2012 | Olympic Tennis Event Wimbledon      | Gazon (ext.) | 1/4 de finale  | Maria Kirilenko     | 7-63, 6-3     | Parcours |
| 2 | 06/08/2016 | Olympic Tennis Event Rio de Janeiro | Dur (ext.)   | Bronze         | Madison Keys        | 7-5, 2-6, 6-2 | Parcours |
| 3 | 31/07/2021 | Olympic Tennis Event Tokyo          | Dur (ext.)   | 2e tour (1/16) | Alison Van Uytvanck | 5-7, 6-3, 6-0 | Parcours |

### En double dames
| # | Date       | Nom de l'olympiade         | Surface    | Résultat        | Partenaire     | Ultimes adversaires           | Score    |          |
| - | ---------- | -------------------------- | ---------- | --------------- | -------------- | ----------------------------- | -------- | -------- |
| 1 | 11/08/2008 | Olympic Tennis Event Pékin | Dur (ext.) | 1er tour (1/16) | Lucie Šafářová | Samantha Stosur Rennae Stubbs | 6-1, 6-0 | Parcours |

## Parcours en Fed Cup
| #                                                                    | Date       | Lieu            | Surface             | Gagnante(s)                     | Perdante(s)                       | Score          |          |
|                                                                      |            |                 |                     |                                 |                                   |                |          |
| 2007 - Barrage (groupe mondial I) - Espagne - Tchéquie - 4 : 1       |            |                 |                     |                                 |                                   |                |          |
| 1                                                                    | 14/07/2007 | Palafrugell     | Terre (ext.)        | Nuria Llagostera Virginia Ruano | Petra Kvitová Barbora Z. Strýcová | 6-4, 6-1       | Parcours |
|                                                                      |            |                 |                     |                                 |                                   |                |          |
| 2008 - Barrage (groupe mondial I) - Israël - Tchéquie - 2 : 3        |            |                 |                     |                                 |                                   |                |          |
| 2                                                                    | 26/04/2008 | Ramat Ha-Sharon | Dur (ext.)          | Petra Kvitová                   | Shahar Peer                       | 2-6, 6-3, 6-0  | Parcours |
| 2                                                                    | 26/04/2008 | Ramat Ha-Sharon | Dur (ext.)          | Tzipora Obziler                 | Petra Kvitová                     | 6-3, 6-4       | Parcours |
|                                                                      |            |                 |                     |                                 |                                   |                |          |
| 2009 - 1/4 de finale (groupe mondial) - Tchéquie - Espagne - 4 : 1   |            |                 |                     |                                 |                                   |                |          |
| 3                                                                    | 07/02/2009 | Brno            | Moquette (int.)     | Petra Kvitová                   | Carla Suárez Navarro              | 6-4, 6-4       | Parcours |
| 3                                                                    | 07/02/2009 | Brno            | Moquette (int.)     | Petra Kvitová                   | Nuria Llagostera                  | 6-4, 7-5       | Parcours |
|                                                                      |            |                 |                     |                                 |                                   |                |          |
| 2009 - 1/2 finale (groupe mondial) - Tchéquie - États-Unis - 2 : 3   |            |                 |                     |                                 |                                   |                |          |
| 4                                                                    | 25/04/2009 | Brno            | Dur (int.)          | Petra Kvitová                   | Bethanie Mattek                   | 6-3, 7-62      | Parcours |
| 4                                                                    | 25/04/2009 | Brno            | Dur (int.)          | Alexa Glatch                    | Petra Kvitová                     | 6-2, 6-1       | Parcours |
|                                                                      |            |                 |                     |                                 |                                   |                |          |
| 2010 - 1/4 de finale (groupe mondial) - Tchéquie - Allemagne - 3 : 2 |            |                 |                     |                                 |                                   |                |          |
| 5                                                                    | 06/02/2010 | Brno            | Dur (int.)          | Petra Kvitová                   | Andrea Petkovic                   | 6-4, 6-4       | Parcours |
| 5                                                                    | 06/02/2010 | Brno            | Dur (int.)          | Anna-Lena Grönefeld             | Petra Kvitová                     | 4-6, 6-3, 6-2  | Parcours |
|                                                                      |            |                 |                     |                                 |                                   |                |          |
| 2010 - 1/2 finale (groupe mondial) - Italie - Tchéquie - 5 : 0       |            |                 |                     |                                 |                                   |                |          |
| 6                                                                    | 24/04/2010 | Rome            | Terre (ext.)        | Flavia Pennetta                 | Petra Kvitová                     | 7-63, 6-2      | Parcours |
|                                                                      |            |                 |                     |                                 |                                   |                |          |
| 2011 - 1/4 de finale (groupe mondial) - Slovaquie - Tchéquie - 2 : 3 |            |                 |                     |                                 |                                   |                |          |
| 7                                                                    | 05/02/2011 | Bratislava      | Dur (int.)          | Petra Kvitová                   | Dominika Cibulková                | 6-2, 6-3       | Parcours |
| 7                                                                    | 05/02/2011 | Bratislava      | Dur (int.)          | Petra Kvitová                   | Daniela Hantuchová                | 6-4, 6-2       | Parcours |
|                                                                      |            |                 |                     |                                 |                                   |                |          |
| 2011 - 1/2 finale (groupe mondial) - Belgique - Tchéquie - 2 : 3     |            |                 |                     |                                 |                                   |                |          |
| 8                                                                    | 16/04/2011 | Charleroi       | Dur (int.)          | Petra Kvitová                   | Kirsten Flipkens                  | 6-2, 7-64      | Parcours |
| 8                                                                    | 16/04/2011 | Charleroi       | Dur (int.)          | Petra Kvitová                   | Yanina Wickmayer                  | 5-7, 6-4, 6-2  | Parcours |
|                                                                      |            |                 |                     |                                 |                                   |                |          |
| 2011 - Finale (groupe mondial) - Russie - Tchéquie - 2 : 3           |            |                 |                     |                                 |                                   |                |          |
| 9                                                                    | 05/11/2011 | Moscou          | Dur (int.)          | Petra Kvitová                   | Maria Kirilenko                   | 6-2, 6-2       | Parcours |
| 9                                                                    | 05/11/2011 | Moscou          | Dur (int.)          | Petra Kvitová                   | Svetlana Kuznetsova               | 4-6, 6-2, 6-3  | Parcours |
|                                                                      |            |                 |                     |                                 |                                   |                |          |
| 2012 - 1er tour (groupe mondial) - Allemagne - Tchéquie - 1 : 4      |            |                 |                     |                                 |                                   |                |          |
| 10                                                                   | 04/02/2012 | Stuttgart       | Dur (int.)          | Petra Kvitová                   | Julia Görges                      | 3-6, 6-3, 10-8 | Parcours |
| 10                                                                   | 04/02/2012 | Stuttgart       | Dur (int.)          | Petra Kvitová                   | Sabine Lisicki                    | 6-72, 6-4, 6-1 | Parcours |
|                                                                      |            |                 |                     |                                 |                                   |                |          |
| 2012 - 1/2 finale (groupe mondial) - Tchéquie - Italie - 4 : 1       |            |                 |                     |                                 |                                   |                |          |
| 11                                                                   | 21/04/2012 | Ostrava         | Dur (int.)          | Petra Kvitová                   | Sara Errani                       | 6-4, 6-3       | Parcours |
| 11                                                                   | 21/04/2012 | Ostrava         | Dur (int.)          | Petra Kvitová                   | Francesca Schiavone               | 6-4, 7-61      | Parcours |
|                                                                      |            |                 |                     |                                 |                                   |                |          |
| 2012 - Finale (groupe mondial) - Tchéquie - Serbie - 3 : 1           |            |                 |                     |                                 |                                   |                |          |
| 12                                                                   | 03/11/2012 | Prague          | Dur (int.)          | Petra Kvitová                   | Jelena Janković                   | 6-4, 6-1       | Parcours |
| 12                                                                   | 03/11/2012 | Prague          | Dur (int.)          | Ana Ivanović                    | Petra Kvitová                     | 6-3, 7-5       | Parcours |
|                                                                      |            |                 |                     |                                 |                                   |                |          |
| 2013 - 1er tour (groupe mondial) - Tchéquie - Australie - 4 : 0      |            |                 |                     |                                 |                                   |                |          |
| 13                                                                   | 09/02/2013 | Ostrava         | Dur (int.)          | Petra Kvitová                   | Jarmila Gajdošová                 | 7-62, 6-3      | Parcours |
| 13                                                                   | 09/02/2013 | Ostrava         | Dur (int.)          | Petra Kvitová                   | Samantha Stosur                   | 2-6, 7-63, 6-4 | Parcours |
|                                                                      |            |                 |                     |                                 |                                   |                |          |
| 2013 - 1/2 finale (groupe mondial) - Italie - Tchéquie - 3 : 1       |            |                 |                     |                                 |                                   |                |          |
| 14                                                                   | 20/04/2013 | Palerme         | Terre (ext.)        | Roberta Vinci                   | Petra Kvitová                     | 6-4, 6-1       | Parcours |
| 14                                                                   | 20/04/2013 | Palerme         | Terre (ext.)        | Petra Kvitová                   | Sara Errani                       | 2-6, 6-2, 6-0  | Parcours |
|                                                                      |            |                 |                     |                                 |                                   |                |          |
| 2014 - 1/2 finale (groupe mondial) - Tchéquie - Italie - 4 : 0       |            |                 |                     |                                 |                                   |                |          |
| 15                                                                   | 19/04/2014 | Ostrava         | Dur (int.)          | Petra Kvitová                   | Camila Giorgi                     | 6-4, 6-2       | Parcours |
| 15                                                                   | 19/04/2014 | Ostrava         | Dur (int.)          | Petra Kvitová                   | Roberta Vinci                     | 6-3, 7-5       | Parcours |
|                                                                      |            |                 |                     |                                 |                                   |                |          |
| 2014 - Finale (groupe mondial) - Tchéquie - Allemagne - 3 : 1        |            |                 |                     |                                 |                                   |                |          |
| 16                                                                   | 08/11/2014 | Prague          | Dur (int.)          | Petra Kvitová                   | Andrea Petkovic                   | 6-2, 6-4       | Parcours |
| 16                                                                   | 08/11/2014 | Prague          | Dur (int.)          | Petra Kvitová                   | Angelique Kerber                  | 7-65, 4-6, 6-4 | Parcours |
|                                                                      |            |                 |                     |                                 |                                   |                |          |
| 2015 - 1/2 finale (groupe mondial) - Tchéquie - France - 3 : 1       |            |                 |                     |                                 |                                   |                |          |
| 17                                                                   | 18/04/2015 | Ostrava         | Dur (int.)          | Petra Kvitová                   | Kristina Mladenovic               | 6-3, 6-4       | Parcours |
| 17                                                                   | 18/04/2015 | Ostrava         | Dur (int.)          | Petra Kvitová                   | Caroline Garcia                   | 6-4, 6-4       | Parcours |
|                                                                      |            |                 |                     |                                 |                                   |                |          |
| 2015 - Finale (groupe mondial) - Tchéquie - Russie - 3 : 2           |            |                 |                     |                                 |                                   |                |          |
| 18                                                                   | 14/11/2015 | Prague          | Dur (int.)          | Petra Kvitová                   | A. Pavlyuchenkova                 | 2-6, 6-1, 6-1  | Parcours |
| 18                                                                   | 14/11/2015 | Prague          | Dur (int.)          | Maria Sharapova                 | Petra Kvitová                     | 3-6, 6-4, 6-2  | Parcours |
|                                                                      |            |                 |                     |                                 |                                   |                |          |
| 2016 - 1er tour (groupe mondial) - Roumanie - Tchéquie - 2 : 3       |            |                 |                     |                                 |                                   |                |          |
| 19                                                                   | 06/02/2016 | Cluj-Napoca     | Dur (int.)          | Monica Niculescu                | Petra Kvitová                     | 6-3, 6-4       | Parcours |
| 19                                                                   | 06/02/2016 | Cluj-Napoca     | Dur (int.)          | Simona Halep                    | Petra Kvitová                     | 6-4, 3-6, 6-3  | Parcours |
|                                                                      |            |                 |                     |                                 |                                   |                |          |
| 2016 - Finale (groupe mondial) - France - Tchéquie - 2 : 3           |            |                 |                     |                                 |                                   |                |          |
| 20                                                                   | 12/11/2016 | Strasbourg      | Dur (int.)          | Caroline Garcia                 | Petra Kvitová                     | 7-66, 6-3      | Parcours |
|                                                                      |            |                 |                     |                                 |                                   |                |          |
| 2018 - 1/4 de finale (groupe mondial) - Tchéquie - Suisse - 3 : 1    |            |                 |                     |                                 |                                   |                |          |
| 21                                                                   | 10/02/2018 | Prague          | Dur (int.)          | Petra Kvitová                   | Viktorija Golubic                 | 6-2, 1-6, 6-3  | Parcours |
| 21                                                                   | 10/02/2018 | Prague          | Dur (int.)          | Petra Kvitová                   | Belinda Bencic                    | 6-2, 6-4       | Parcours |
|                                                                      |            |                 |                     |                                 |                                   |                |          |
| 2018 - 1/2 finale (groupe mondial) - Allemagne - Tchéquie - 1 - 4    |            |                 |                     |                                 |                                   |                |          |
| 22                                                                   | 21/04/2018 | Stuttgart       | Terre battue (int.) | Petra Kvitová                   | Julia Görges                      | 6-3, 6-2       | Parcours |
| 22                                                                   | 21/04/2018 | Stuttgart       | Terre battue (int.) | Petra Kvitová                   | Angelique Kerber                  | 6-2, 6-2       | Parcours |

## Classements WTA en fin de saison
| Année          | 2006 | 2007 | 2008 | 2009 | 2010 | 2011 | 2012 | 2013 | 2014 | 2015 | 2016 | 2017 | 2018 | 2019 | 2020 | 2021 | 2022 | 2023 | 2024 |
| Rang en simple | 773  | 157  | 44   | 62   | 34   | 2    | 8    | 6    | 4    | 6    | 11   | 29   | 7    | 7    | 8    | 17   | 16   | 14   | –    |
| Rang en double | –    | 454  | 959  | 379  | 333  | 361  | 532  | 260  | 1250 | –    | 265  | –    | –    | –    | –    | –    | –    | –    | –    |

Source : (en) Classements de Petra Kvitová sur le site officiel de la Fédération internationale de tennis

## Records et statistiques

### Confrontations avec ses principales adversaires
Confrontations lors des différents tournois WTA avec ses principales adversaires (8 confrontations minimum et avoir été membre du top 10). Classement par pourcentage de victoires. Situation au 31 août 2023 :
Les joueuses retraitées sont en gris.
| Joueuse              | Meilleur classement | Confrontations | Victoires | Défaites | Pourcentage de victoires | Dernière confrontation                       |
| -------------------- | ------------------- | -------------- | --------- | -------- | ------------------------ | -------------------------------------------- |
| Maria Sharapova      | 1                   | 11             | 4         | 7        | 36,4                     | défaite (6-3, 4-6, 2-6) à la Fed Cup 2015    |
| María Sákkari        | 3                   | 8              | 3         | 5        | 37,5                     | défaite (6-4, 5-7, 1-6) à Indian Wells 2023  |
| Andrea Petkovic      | 9                   | 11             | 5         | 6        | 45,4                     | défaite (4-6, 4-6) à l'US Open 2019          |
| Angelique Kerber     | 1                   | 16             | 8         | 8        | 50                       | défaite (4-6, 3-3) à Cincinnati 2021         |
| Ashleigh Barty       | 1                   | 10             | 5         | 5        | 50                       | défaite (1-6, 6-3, 3-6) à Madrid 2021        |
| Caroline Wozniacki   | 1                   | 15             | 8         | 7        | 53,3                     | défaite (5-7, 65-7) à l'US Open 2023         |
| Carla Suárez Navarro | 6                   | 13             | 7         | 6        | 53,8                     | victoire (4-6, 6-3, 6-0) à Doha 2020         |
| Madison Keys         | 5                   | 9              | 5         | 4        | 55.6                     | victoire (6-7, 6-4, 6-3) à Cincinnati 2022   |
| Victoria Azarenka    | 1                   | 9              | 5         | 4        | 55.6                     | défaite (5-7, 4-6) à Indian Wells 2021       |
| Caroline Garcia      | 4                   | 10             | 6         | 4        | 60                       | victoire (6-4, 7-63) à Berlin 2023           |
| Jeļena Ostapenko     | 5                   | 10             | 6         | 4        | 60                       | victoire (0-6, 6-0, 6-4) à Indian Wells 2023 |
| Ekaterina Makarova   | 8                   | 10             | 6         | 4        | 60                       | victoire (6-3, 6-1) à New Haven 2016         |
| Agnieszka Radwańska  | 2                   | 13             | 8         | 5        | 61,5                     | victoire (6-1, 7-63) à New Haven 2018        |
| Jelena Janković      | 1                   | 8              | 5         | 3        | 62,5                     | victoire (7-5, 7-5) à l'US Open 2017         |
| Venus Williams       | 1                   | 8              | 5         | 3        | 62,5                     | victoire (7-66, 7-5) à Melbourne II 2021     |
| Anett Kontaveit      | 2                   | 8              | 5         | 3        | 62.5                     | défaite (0-6, 4-6) à Ostrava 2021            |
| Elina Svitolina      | 3                   | 11             | 7         | 4        | 63,6                     | défaite (7-64, 5-7, 2-6) à Stuttgart 2021    |
| Samantha Stosur      | 4                   | 8              | 7         | 1        | 87,5                     | victoire (6-3, 5-7, 6-2) à Pékin 2014        |
| Kristina Mladenovic  | 10                  | 10             | 9         | 1        | 90                       | victoire (6-4, 6-4) à Pékin 2019             |
| Lucie Šafářová       | 5                   | 10             | 10        | 0        | 100                      | victoire (6-1, 1-0 ab.) à Birmingham 2017    |

### Victoires sur le top 5
Toutes ses victoires sur des joueuses classées dans le top 5 de la WTA lors de la rencontre.
| Légende           |
| Grand Chelem      |
| Jeux olympiques   |
| Masters           |
| Premier*/WTA 1000 |
| Premier/WTA 500   |
| Elite Trophy      |
| Intern'l/WTA 250  |
| Fed Cup           |

| #  |       |  | Tournoi      | Année | Surface             |                    | Adversaire          | Rang   | Tour           | Score           | Tableau |
| -- | ----- |  | ------------ | ----- | ------------------- | ------------------ | ------------------- | ------ | -------------- | --------------- | ------- |
| 1  | no 72 |  | US Open      | 2009  | Dur                 |                    | Dinara Safina       | no 1   | 1/16           | 6-4, 2-6, 7-65  | Tableau |
| 2  | no 62 |  | Wimbledon    | 2010  | Gazon               |                    | Caroline Wozniacki  | no 4   | 1/8            | 6-2, 6-0        | Tableau |
| 3  | no 18 |  | Paris        | 2011  | Dur (int.)          |                    | Kim Clijsters       | no 2   | Finale         | 6-4, 6-3        | Tableau |
| 4  | no 18 |  | Madrid       | 2011  | Terre battue        |                    | Vera Zvonareva      | no 3   | 1/8            | 6-1, 6-4        | Tableau |
| 5  | no 18 |  | Madrid       | 2011  | Terre battue        | Victoria Azarenka  | no 5                | Finale | 7-63, 6-4      |                 | Tableau |
| 6  | no 8  |  | Wimbledon    | 2011  | Gazon               |                    | Victoria Azarenka   | no 5   | 1/2            | 6-1, 3-6, 6-2   | Tableau |
| 7  | no 6  |  | Tokyo        | 2011  | Dur                 |                    | Maria Sharapova     | no 2   | 1/4            | 4-3 ab.         | Tableau |
| 8  | no 3  |  | Masters      | 2011  | Dur (int.)          |                    | Caroline Wozniacki  | no 1   | Poules         | 6-4, 6-2        | Tableau |
| 9  | no 3  |  | Masters      | 2011  | Dur (int.)          | Victoria Azarenka  | no 4                | Finale | 7-5, 4-6, 6-3  |                 | Tableau |
| 10 | no 8  |  | Dubaï        | 2013  | Dur                 |                    | Agnieszka Radwańska | no 4   | 1/4            | 6-2, 6-4        | Tableau |
| 11 | no 7  |  | Pékin        | 2013  | Dur                 |                    | Li Na               | no 5   | 1/4            | 4-6, 6-2, 6-4   | Tableau |
| 12 | no 6  |  | Masters      | 2013  | Dur (int.)          |                    | Agnieszka Radwańska | no 4   | Poules         | 6-4, 6-4        | Tableau |
| 13 | no 3  |  | Masters      | 2014  | Dur (int.)          |                    | Maria Sharapova     | no 2   | Poules         | 6-3, 6-2        | Tableau |
| 14 | no 4  |  | Madrid       | 2015  | Terre battue        |                    | Serena Williams     | no 1   | 1/2            | 6-2, 6-3        | Tableau |
| 15 | no 5  |  | New Haven    | 2015  | Dur                 |                    | Caroline Wozniacki  | no 4   | 1/2            | 7-5, 6-1        | Tableau |
| 16 | no 5  |  | Masters      | 2015  | Dur (int.)          |                    | Maria Sharapova     | no 4   | 1/2            | 6-3, 7-63       | Tableau |
| 17 | no 7  |  | Stuttgart    | 2016  | Terre battue (int.) |                    | Garbiñe Muguruza    | no 4   | 1/4            | 6-1, 3-6, 6-0   | Tableau |
| 18 | no 16 |  | Wuhan        | 2016  | Dur                 |                    | Angelique Kerber    | no 1   | 1/8            | 610-7, 7-5, 6-4 | Tableau |
| 19 | no 16 |  | Wuhan        | 2016  | Dur                 | Simona Halep       | no 5                | 1/2    | 6-1, 6-2       |                 | Tableau |
| 20 | no 11 |  | Pékin        | 2016  | Dur                 |                    | Garbiñe Muguruza    | no 4   | 1/8            | 6-1, 6-4        | Tableau |
| 21 | no 14 |  | US Open      | 2017  | Dur                 |                    | Garbiñe Muguruza    | no 3   | 1/8            | 7-63, 6-3       | Tableau |
| 22 | no 21 |  | Doha         | 2018  | Dur                 |                    | Elina Svitolina     | no 3   | 1/8            | 6-4, 7-5        | Tableau |
| 23 | no 21 |  | Doha         | 2018  | Dur                 | Caroline Wozniacki | no 1                | 1/2    | 3-6, 7-63, 7-5 |                 | Tableau |
| 24 | no 21 |  | Doha         | 2018  | Dur                 | Garbiñe Muguruza   | no 4                | Finale | 3-6, 6-3, 6-4  |                 | Tableau |
| 25 | no 8  |  | Sydney       | 2019  | Dur                 |                    | Angelique Kerber    | no 2   | 1/4            | 6-4, 6-1        | Tableau |
| 26 | no 11 |  | Doha         | 2020  | Dur                 |                    | Ashleigh Barty      | no 1   | 1/2            | 6-4, 2-6, 6-4   | Tableau |
| 27 | no 28 |  | Cincinnati   | 2022  | Dur                 |                    | Ons Jabeur          | no 5   | 1/8            | 6-1, 4-6, 6-0   | Tableau |
| 28 | no 15 |  | Indian Wells | 2023  | Dur                 |                    | Jessica Pegula      | no 3   | 1/8            | 6-2, 3-6, 7-611 | Tableau |
| 29 | no 9  |  | Berlin       | 2023  | Gazon               |                    | Caroline Garcia     | no 4   | 1/4            | 6-4, 7-63       | Tableau |

## Équipements et sponsors
Petra Kvitová joue actuellement avec la raquette Wilson BLX Steam 100,, qui a une surface de frappe de 645 cm2 et un poids de 295 g (non cordée) permettant ainsi une assez grande vitesse de tête de raquette. Elle utilise des chaussures Nike Zoom 2K10 et est habillée par le même équipementier pour ses vêtements. Grâce à sa victoire à Londres, les sponsors se bousculent à sa porte selon son agent et c'est ainsi qu'elle a signé un contrat avec Ulysse Nardin, fabricant de montres suisses, ou encore le fabricant de vêtements Steilmann.

## Distinctions

### Pour ses résultats sportifs
À chaque fin de saison, la WTA attribue des prix aux joueuses (WTA Awards) qui se sont le plus distinguées au cours de la saison par leurs résultats sportifs. Voici la liste de prix qu'on lui a accordés depuis le début de sa carrière :
- Prix du Newcomer of the Year (révélation de l'année) en 2010
- Prix du Player of the Year (joueuse de l'année) en 2011
- Prix du Most Improved Player of the Year et Fan favorite breakthrough player en 2011

### Pour sa personnalité et ses engagements
Voici la liste des distinctions que Petra Kvitová a obtenues par les médias ou la WTA elle-même pour sa personnalité, son engagement sur le tour ou envers son pays, son fair-play :
- Prix Fed Cup Heart Award en 2011[151] par la Fed Cup et un jury de 7 personnes[152].
- Prix Karen Krantzcke Sportsmanship Award en 2011 et 2014 lors des WTA Awards.